# Села та селища Автономної Республіки Крим
До складу Автономної Республіки Крим входять 957 населених пунктів сільського типу, з них 930 мають статус села та 27 — селища. Найбільшими за кількістю населення, відповідно до перепису 2001 року, є села Мирне (понад 8 тис. жителів), Джолман (понад 7 тис.) та Віліне, Петрівка, Восход, в кожному з котрих проживає понад 6,5 тис. мешканців.

## Перелік сіл та селищ
| Село              | Район / рада                | Громада / рада                  | Код КОАТУУ | Населення, осіб | Площа, км² | Поштовий індекс |
| ----------------- | --------------------------- | ------------------------------- | ---------- | --------------- | ---------- | --------------- |
| Абрикосівка       | Кіровський                  | Абрикосівська сільська рада     | 0121680101 | 1372            | 1,4        | 97342           |
| Абрикосівка       | Сакський                    | Молочненська сільська рада      | 0124384702 | 517             | 0,85       | 96580           |
| Абрикосове        | Первомайський               | Абрикосівська сільська рада     | 0123580201 | 1030            | 0,93       | 96316           |
| Аврора            | Роздольненський             | Слов'янська сільська рада       | 0123987402 | 403             | 0,689      | 96208           |
| Азов              | Красногвардійський          | П'ятихатська сільська рада      | 0122085603 | 191             | 0,7        | 97000           |
| Азовське          | Ленінський                  | Мисівська сільська рада         | 0122785802 | 48              | 0,28       | 98213           |
| Айвазовське       | Кіровський                  | Привітненська сільська рада     | 0121683402 | 209             | 0,75       | 97341           |
| Айвове            | Бахчисарайський             | Тінистівська сільська рада      | 0120486202 | 482             | 0,85       | 98452           |
| Айкаван           | Сімферопольський            | Трудівська сільська рада        | 0124787008 | 123             | 0,856      | 95049           |
| Акрополіс         | Сімферопольський            | Трудівська сільська рада        | 0124787009 | 342             | 0,32       | 95049           |
| Алексєєвка        | Білогірський                | Криничненська сільська рада     | 0120783402 | 303             | 0,46       | 97644           |
| Алмазне           | Совєтський                  | Чорноземненська сільська рада   | 0125288602 | 508             | 1,03       | 97214           |
| Амурське          | Красногвардійський          | Амурська сільська рада          | 0122080601 | 2701            | 2          | 97055           |
| Ана-Юрт           | Сімферопольський            | Трудівська сільська рада        | 0124787010 | 112             | 1,026      | 95049           |
| Андрусове         | Сімферопольський            | Добрівська сільська рада        | 0124781302 | 772             | 0,95       | 97576           |
| Аннівка           | Білогірський                | Новожилівська сільська рада     | 0120785802 | 446             | 1,1        | 97600           |
| Антонівка         | Джанкойський                | Просторненська сільська рада    | 0121184202 | 39              | 0,4        | 96171           |
| Апрелівка         | Джанкойський                | Просторненська сільська рада    | 0121184203 | 375             | 0,83       | 96171           |
| Арбузівка         | Джанкойський                | Яркополенська сільська рада     | 0121188402 | 155             | 0,23       | 96185           |
| Арбузове          | Первомайський               | Правдівська сільська рада       | 0123585902 | 392             | 0,34       | 96310           |
| Аркадіївка        | Сімферопольський            | Родниківська сільська рада      | 0124785802 | 519             | 0,46       | 97542           |
| Армійське         | Джанкойський                | Зарічненська сільська рада      | 0121181302 | 189             | 0,18       | 96160           |
| Аромат            | Бахчисарайський             | Голубинська сільська рада       | 0120481902 | 330             | 0,32       | 98474           |
| Ароматне          | Бахчисарайський             | Ароматненська сільська рада     | 0120780401 | 872             | 0,7        | 98444           |
| Ароматне          | Білогірський                | Ароматнівська сільська рада     | 0120780401 | 1711            | 1,8        | 97635           |
| Артемівка         | Чорноморський               | Новосільська сільська рада      | 0125686002 | 238             | 1,43       | 96407           |
| Бабенкове         | Кіровський                  | Абрикосівська сільська рада     | 0121680102 | 645             | 0,83       | 97344           |
| Багата Ущелина    | Бахчисарайський             | Голубинська сільська рада       | 0120481903 | 104             | 0,23       | 98474           |
| Багате            | Білогірський                | Багатівська сільська рада       | 0120780801 | 1062            | 1,61       | 97650           |
| Багатівка         | Судацька міська рада        | Сонячнодолинська сільська рада  | 0111792302 | 718             | 1,403      | 98026           |
| Баланове          | Білогірський                | Зуйська селищна рада            | 0120755301 | 138             |            | 97600           |
| Балки             | Білогірський                | Зеленогірська сільська рада     | 0120782502 | 2015            | 0,62       | 97641           |
| Барабанове        | Білогірський                | Зуйська селищна рада            | 0120755302 | 126             | 0,42       | 97600           |
| Батальне          | Ленінський                  | Батальненська сільська рада     | 0122780801 | 1476            |            | 98216           |
| Бахчівка          | Роздольненський             | Серебрянська сільська рада      | 0123986402 | 203             | 0,45       | 96209           |
| Баштанівка        | Бахчисарайський             | Верхоріченська сільська рада    | 0120480802 | 212             | 0,21       | 98400           |
| Берегове          | Бахчисарайський             | Піщанівська сільська рада       | 0120484402 | 787             | 1,1        | 98432           |
| Берегове          | Феодосійська міська рада    | Берегова сільська рада          | 0111690301 | 2461            | 7,52       | 98179           |
| Березівка         | Роздольненський             | Березівська сільська рада       | 0123981101 | 1803            | 2,51       | 96260           |
| Бєлінське         | Ленінський                  | Бєлінська сільська рада         | 0122781201 | 519             |            | 98223           |
| Біла Скеля        | Білогірський                | Вишенська сільська рада         | 0120781902 | 731             |            | 97614           |
| Білоглинка        | Сімферопольський            | Мирнівська сільська рада        | 0124783802 | 2070            |            | 97507           |
| Білокам'яне       | Бахчисарайський             | Залізничненська сільська рада   | 0120482502 | 416             | 0,91       | 98463           |
| Бітумне           | Сімферопольська міська рада | Гресівська селищна рада         | 0110165601 | 221             |            | 95493           |
| Благодатне        | Джанкойський                | Світлівська сільська рада       | 0121185805 | 189             | 0,16       | 96171           |
| Ближнє            | Джанкойський                | Майська сільська рада           | 0121182502 | 409             | 0,44       | 96178           |
| Ближнє            | Красногвардійський          | Петрівська сільська рада        | 0122084802 | 957             | 1,22       | 97014           |
| Ближнє            | Феодосійська міська рада    | Насипнівська сільська рада      | 0111692903 | 2762            | 1,99       | 98181           |
| Ближньогородське  | Джанкойський                | Рощинська сільська рада         | 0121185602 | 744             | 1,3        | 96184           |
| Богатир           | Бахчисарайський             | Зеленівська сільська рада       | 0120482902 | 188             | 0,22       | 98473           |
| Богачівка         | Красноперекопський          | Магазинська сільська рада       | 0122382602 | 101             | 0,53       | 96040           |
| Болотне           | Джанкойський                | Зарічненська сільська рада      | 0121181303 | 304             | 0,25       | 96160           |
| Бондаренкове      | Алуштинська міська рада     | Маломаяцька сільська рада       | 0110391802 | 16              | 0,63       | 98540           |
| Бондаренкове      | Ленінський                  | Войковська сільська рада        | 0122781602 | 721             |            | 98222           |
| Борисівка         | Ленінський                  | Мар'ївська сільська рада        | 0122785402 | 37              |            | 98246           |
| Бородіно          | Джанкойський                | Просторненська сільська рада    | 0121184205 | 687             | 1,43       | 96191           |
| Ботанічне         | Роздольненський             | Ботанічна сільська рада         | 0123982201 | 2002            | 1,23       | 96213           |
| Братське          | Красноперекопський          | Братська сільська рада          | 0122380401 | 1160            | 0,7        | 96050           |
| Братське          | Первомайський               | Гвардійська сільська рада       | 0123580802 | 480             | 0,5        | 96341           |
| Брянське          | Бахчисарайський             | Плодівська сільська рада        | 0120484602 | 902             | 0,82       | 98411           |
| Буревісник        | Нижньогірський              | Митрофанівська сільська рада    | 0123183002 | 491             | 1,5        | 97133           |
| Валентинове       | Сакський                    | Кримська сільська рада          | 0124383402 | 336             | 0,68       | 96584           |
| Варварівка        | Совєтський                  | Краснофлотська сільська рада    | 0125283902 | 589             | 0,94       | 97222           |
| Василівка         | Білогірський                | Василівська сільська рада       | 0120781301 | 1500            |            | 97611           |
| Василькове        | Кіровський                  | Синицинська сільська рада       | 0121683902 | 415             | 2,03       | 97312           |
| Велике            | Сакський                    | Суворовська сільська рада       | 0124387002 | 423             | 0,32       | 96582           |
| Велике Садове     | Бахчисарайський             | Куйбишевська селищна рада       | 0120455301 | 361             |            | 98481           |
| Великосілля       | Нижньогірський              | Чкаловська сільська рада        | 0123187402 | 634             | 1,02       | 97113           |
| Вересаєве         | Сакський                    | Вересаєвська сільська рада      | 0124380401 | 1927            | 0,61       | 96524           |
| Верхні Орішники   | Білогірський                | Зуйська селищна рада            | 0120755303 | 226             | 0,44       | 97600           |
| Верхньозаморське  | Ленінський                  | Бєлінська сільська рада         | 0122781202 | 100             |            | 98224           |
| Верхньокурганне   | Сімферопольський            | Донська сільська рада           | 0124781902 | 634             | 0,34       | 97524           |
| Верхня Кутузовка  | Алуштинська міська рада     | Ізобільненська сільська рада    | 0110390903 | 1045            | 3,257      | 98533           |
| Верхоріччя        | Бахчисарайський             | Верхоріченська сільська рада    | 0120480801 | 1221            | 1,126      | 98460           |
| Вершинне          | Сакський                    | Крайненська сільська рада       | 0124383002 | 405             | 0,77       | 96547           |
| Веселе            | Джанкойський                | Яркополенська сільська рада     | 0121188403 | 278             | 0,53       | 96185           |
| Веселе            | Сімферопольський            | Перовська сільська рада         | 0124785402 | 184             | 0,25       | 97561           |
| Веселе            | Судацька міська рада        | Веселівська сільська рада       | 0111790201 | 1596            | 4,686      | 98031           |
| Веселівка         | Сакський                    | Веселівська сільська рада       | 0124380600 | 1528            | 1,96       | 96515           |
| Видне             | Кіровський                  | Журавська сільська рада         | 0121681802 | 3               | 0,04       | 97321           |
| Видне             | Красногвардійський          | Красногвардійська селищна рада  | 0122055101 | 750             | 0,46       | 97000           |
| Виноградне        | Ленінський                  | Виноградненська сільська рада   | 0122781301 | 1248            |            | 98231           |
| Виноградне        | Феодосійська міська рада    | Насипнівська сільська рада      | 0111692905 | 276             | 0,33       | 98109           |
| Виноградний       | Алуштинська міська рада     | Маломаяцька сільська рада       | 0110391803 | 162             | 1,552      | 98540           |
| Виноградове       | Сакський                    | Виноградівська сільська рада    | 0124380801 | 1240            | 1,6        | 96530           |
| Випасне           | Джанкойський                | Пахарівська сільська рада       | 0121184002 | 439             | 0,7        | 96130           |
| Випасне           | Первомайський               | Гришинська сільська рада        | 0123581302 | 135             | 1,33       | 96325           |
| Високе            | Бахчисарайський             | Куйбишевська селищна рада       | 0120455302 | 202             | 1,03       | 98470           |
| Високогірне       | Ялтинська міська рада       | Лівадійська селищна рада        | 0111947901 | 137             | 0,106      | 98600           |
| Вишенне           | Білогірський                | Вишенська сільська рада         | 0120781901 | 1952            |            | 97613           |
| Вишневе           | Білогірський                | Кримськорозівська сільська рада | 0120783603 | 269             | 0,64       | 97633           |
| Вишнівка          | Красноперекопський          | Вишнівська сільська рада        | 0122380801 | 1316            | 3,5        | 96030           |
| Вишняківка        | Красногвардійський          | Калінінська сільська рада       | 0122081402 | 350             | 0,27       | 97006           |
| Відважне          | Кіровський                  | Первомайська сільська рада      | 0121683002 | 542             | 0,575      | 97328           |
| Відкрите          | Первомайський               | Войковська сільська рада        | 0123580402 | 296             | 0,72       | 96345           |
| Відрадне          | Бахчисарайський             | Каштанівська сільська рада      | 0120483602 | 877             | 0,68       | 98414           |
| Відрадне          | Джанкойський                | Яркополенська сільська рада     | 0121188404 | 94              | 0,03       | 96185           |
| Відродження       | Кіровський                  | Золотополенська сільська рада   | 0121682202 | 805             | 0,49       | 97331           |
| Вікторівка        | Бахчисарайський             | Ароматненська сільська рада     | 0120480402 | 1041            | 0,97       | 98400           |
| Віліне            | Бахчисарайський             | Вілінська сільська рада         | 0120481301 | 6913            | 1,77       | 98433           |
| Вінницьке         | Сімферопольський            | Миколаївська селищна рада       | 0124755802 | 1074            | 1,3        | 97549           |
| Вітвисте          | Джанкойський                | Єрмаківська сільська рада       | 0121180602 |                 | 0,02       | 96100           |
| Вітине            | Сакський                    | Молочненська сільська рада      | 0124384703 | 1033            | 1,28       | 96580           |
| Вітрівка          | Сакський                    | Виноградівська сільська рада    | 0124380802 | 45              | 0,2        | 96585           |
| Вітрянка          | Роздольненський             | Ковильнівська сільська рада     | 0123985402 | 285             | 0,12       | 96207           |
| Владиславівка     | Кіровський                  | Владиславівська сільська рада   | 0121680801 | 3461            | 5,19       | 97320           |
| Владиславівка     | Нижньогірський              | Новогригорівська сільська рада  | 0123184602 | 1073            | 1,5        | 97131           |
| Владне            | Сакський                    | Веселівська сільська рада       | 0124380602 | 58              | 0,08       | 96512           |
| Внукове           | Чорноморський               | Краснополянська сільська рада   | 0125683302 | 448             | 0,68       | 96430           |
| Вогневе           | Сакський                    | Кольцовська сільська рада       | 0124382602 | 252             | 0,09       | 96583           |
| Вогні             | Роздольненський             | Кукушкінська сільська рада      | 0123985603 | 676             | 0,8        | 96208           |
| Водне             | Сімферопольський            | Пожарська сільська рада         | 0124785602 | 992             | 0,95       | 97555           |
| Водопійне         | Сакський                    | Сизівська сільська рада         | 0124386502 | 296             | 0,76       | 96585           |
| Водопійне         | Чорноморський               | Міжводненська сільська рада     | 0125684802 | 569             | 1,52       | 96421           |
| Воїнка            | Красноперекопський          | Воїнська сільська рада          | 0122381301 | 4392            | 3,17       | 96033           |
| Войкове           | Ленінський                  | Войковська сільська рада        | 0122781601 | 4289            |            | 98221           |
| Войкове           | Первомайський               | Войковська сільська рада        | 0123580401 | 1889            | 2,2        | 96343           |
| Володимирівка     | Білогірський                | Зуйська селищна рада            | 0120755305 | 168             | 0,45       | 97632           |
| Володимирівка     | Сакський                    | Ліснівська сільська рада        | 0124383902 | 1159            | 11,44      | 96500           |
| Володимирівка     | Чорноморський               | Далеківська сільська рада       | 0125681102 | 368             | 0,35       | 96412           |
| Володимирове      | Красногвардійський          | Восходненська сільська рада     | 0122080802 | 104             | 0,32       | 97000           |
| Володине          | Джанкойський                | Яснополянська сільська рада     | 0121188602 | 15              | 0,05       | 96120           |
| Волочаївка        | Роздольненський             | Ковильнівська сільська рада     | 0123985403 | 409             | 0,56       | 96207           |
| Волошине          | Армянська міська рада       | Суворовська сільська рада       | 0111590102 | 126             | 1          | 96012           |
| Воробйове         | Сакський                    | Воробйовська сільська рада      | 0124381301 | 1048            | 0,66       | 96513           |
| Ворон             | Судацька міська рада        | Міжріченська сільська рада      | 0111791402 | 202             | 0,25       | 98030           |
| Воронки           | Роздольненський             | Зиминська сільська рада         | 0123983302 | 126             | 0,6        | 96209           |
| Воронцівка        | Красноперекопський          | Іллінська сільська рада         | 0122381802 | 311             | 0,66       | 96052           |
| Восточне          | Совєтський                  | Іллічівська сільська рада       | 0125282202 | 1164            | 1,02       | 97232           |
| Восход            | Красногвардійський          | Восходненська сільська рада     | 0122080801 | 6715            |            | 97020           |
| Вузлове           | Кіровський                  | Владиславівська сільська рада   | 0121680802 | 66              |            | 97320           |
| Вулканівка        | Ленінський                  | Кіровська сільська рада         | 0122783702 | 230             |            | 98234           |
| В'язникове        | Ленінський                  | Мар'ївська сільська рада        | 0122785403 | 65              |            | 98246           |
| Гаршине           | Сакський                    | Ліснівська сільська рада        | 0124383903 | 599             | 0,8        | 96540           |
| Гвардійське       | Первомайський               | Гвардійська сільська рада       | 0123580801 | 1144            | 0,94       | 96340           |
| Генеральське      | Алуштинська міська рада     | Малоріченська сільська рада     | 0110392103 | 289             | 2,908      | 98524           |
| Георгіївка        | Совєтський                  | Іллічівська сільська рада       | 0125282203 | 0               |            | 97232           |
| Геройське         | Сакський                    | Геройська сільська рада         | 0124381601 | 1706            | 2,6        | 96564           |
| Гірка             | Бахчисарайський             | Плодівська сільська рада        | 0120484603 | 0               |            | •               |
| Гірне             | Ялтинська міська рада       | Лівадійська селищна рада        | 0111947903 | 85              | 0,253      | 98600           |
| Глазівка          | Ленінський                  | Глазівська сільська рада        | 0122782001 | 1268            |            | 98220           |
| Глибокий Яр       | Бахчисарайський             | Скалистівська сільська рада     | 0120485002 | 618             | 0,56       | 98442           |
| Глінка            | Сакський                    | Вересаєвська сільська рада      | 0124380402 | 648             | 0,61       | 96524           |
| Голованівка       | Білогірський                | Криничненська сільська рада     | 0120783404 | 583             | 0,82       | 97644           |
| Голубинка         | Бахчисарайський             | Голубинська сільська рада       | 0120481901 | 1327            | 0,87       | 98474           |
| Горлинка          | Білогірський                | Багатівська сільська рада       | 0120780802 | 83              | 0,14       | 97650           |
| Горностаївка      | Ленінський                  | Горностаївська сільська рада    | 0122782401 | 2639            |            | 98241           |
| Городнє           | Роздольненський             | Руч'ївська сільська рада        | 0123985902 | 191             | 0,49       | 96220           |
| Григорівка        | Красногвардійський          | Янтарненська сільська рада      | 0122088702 | 395             | 0,8        | 97030           |
| Гришине           | Первомайський               | Гришинська сільська рада        | 0123581301 | 1867            | 2,27       | 96324           |
| Громівка          | Судацька міська рада        | Морська сільська рада           | 0111791602 | 178             |            | 98033           |
| Громове           | Чорноморський               | Окунівська сільська рада        | 0125687302 | 393             | 0,53       | 96445           |
| Громовка          | Сакський                    | Охотниківська сільська рада     | 0124385602 | 28              | 0,05       | 96548           |
| Грушеве           | Сімферопольський            | Мирнівська сільська рада        | 0124783803 | 90              |            | 97504           |
| Грушівка          | Судацька міська рада        | Грушівська сільська рада        | 0111790401 | 2054            | 2,4        | 98020           |
| Давидове          | Сімферопольський            | Донська сільська рада           | 0124781903 | 7               | 0,01       | 97525           |
| Далеке            | Чорноморський               | Далеківська сільська рада       | 0125681101 | 1031            | 1,48       | 96412           |
| Дальнє            | Первомайський               | Стахановська сільська рада      | 0123586302 | 90              |            | 96346           |
| Данилівка         | Ялтинська міська рада       | Гурзуфська селищна рада         | 0111946801 | 474             | 0,751      | 98647           |
| Дачне             | Бахчисарайський             | Залізничненська сільська рада   | 0120482503 | 200             | 0,19       | 98463           |
| Дачне             | Судацька міська рада        | Дачнівська сільська рада        | 0111790701 | 2454            | 1,34       | 98023           |
| Дворіччя          | Нижньогірський              | Якимівська сільська рада        | 0123180402 | 493             | 1,4        | 97161           |
| Дворове           | Нижньогірський              | Пшеничненська сільська рада     | 0123185202 | 29              | 0,18       | 97111           |
| Дем'янівка        | Сімферопольський            | Пожарська сільська рада         | 0124785603 | 441             | 0,5        | 97556           |
| Дем'янівка        | Совєтський                  | Чорноземненська сільська рада   | 0125288603 | 223             | 0,32       | 97200           |
| Денисівка         | Сімферопольський            | Трудівська сільська рада        | 0124787002 | 1000            | 1,14       | 97534           |
| Дивне             | Білогірський                | Муромська сільська рада         | 0120785002 | 29              | 0,16       | 97615           |
| Дивне             | Сімферопольський            | Широківська сільська рада       | 0124789002 | 89              | 0,26       | 97510           |
| Дібрівка          | Бахчисарайський             | Плодівська сільська рада        | 0120484604 | 613             | 0,67       | 98412           |
| Дібрівка          | Джанкойський                | Яркополенська сільська рада     | 0121188406 | 41              | 0,03       | 96185           |
| Дібрівське        | Красногвардійський          | Котельниківська сільська рада   | 0122082402 | 898             | 1,3        | 97035           |
| Дмитрівка         | Джанкойський                | Ізумруднівська сільська рада    | 0121181502 | 654             | 0,47       | 96118           |
| Дмитрівка         | Первомайський               | Войковська сільська рада        | 0123580403 | 258             | 0,41       | 96343           |
| Дмитрівка         | Совєтський                  | Дмитрівська сільська рада       | 0125280801 | 1188            | 1,52       | 97210           |
| Дмитрове          | Сімферопольський            | Донська сільська рада           | 0124781904 | 254             | 0,01       | 97524           |
| Дніпровка         | Джанкойський                | Мирнівська сільська рада        | 0121183602 | 2225            | 2,1        | 96181           |
| Добре             | Сімферопольський            | Добрівська сільська рада        | 0124781301 | 3461            | 5,738      | 97571           |
| Добролюбовка      | Кіровський                  | Льговська сільська рада         | 0121682602 | 330             | 0,46       | 97333           |
| Добрушине         | Сакський                    | Добрушинська сільська рада      | 0124381801 | 1215            | 0,62       | 96510           |
| Дозорне           | Білогірський                | Чорнопільська сільська рада     | 0120788802 | 145             | 0,23       | 97642           |
| Дозорне           | Чорноморський               | Кіровська сільська рада         | 0125682202 | 354             | 0,48       | 96425           |
| Докучаєве         | Красногвардійський          | Колодязненська сільська рада    | 0122082203 | 477             | 0,9        | 97064           |
| Долинівка         | Білогірський                | Цвіточненська сільська рада     | 0120788402 | 703             | 3,95       | 97625           |
| Долинка           | Красноперекопський          | Новопавлівська сільська рада    | 0122383002 | 771             | 0,87       | 96036           |
| Долинка           | Сакський                    | Митяївська сільська рада        | 0124384402 | 879             | 1,09       | 96585           |
| Долинне           | Бахчисарайський             | Долинненська сільська рада      | 0120482201 | 1678            | 2          | 98450           |
| Долинне           | Кіровський                  | Льговська сільська рада         | 0120482201 | 197             | 0,18       | 97332           |
| Донське           | Сімферопольський            | Донська сільська рада           | 0124781901 | 1939            | 10         | 97523           |
| Дорожнє           | Бахчисарайський             | Плодівська сільська рада        | 0120484605 | 181             | 0,19       | 98410           |
| Дорожнє           | Джанкойський                | Кіндратівська сільська рада     | 0121181702 | 22              | 0,03       | 96169           |
| Доходне           | Красногвардійський          | Восходненська сільська рада     | 0122080801 | 180             | 0,67       | 97000           |
| Дрофине           | Нижньогірський              | Дрофинська сільська рада        | 0123180601 | 1037            | 0,92       | 97153           |
| Дружне            | Сімферопольський            | Трудівська сільська рада        | 0124787003 | 310             | 0,149      | 97534           |
| Дубки             | Сімферопольський            | Перовська сільська рада         | 0124785403 | 1799            | 1,03       | 97561           |
| Дятлівка          | Совєтський                  | Іллічівська сільська рада       | 0125282204 | 24              | 0,38       | 97232           |
| Єгорове           | Ленінський                  | Войковська сільська рада        | 0122781603 | 56              | 0,075      | 98221           |
| Єлизаветове       | Сакський                    | Добрушинська сільська рада      | 0124381803 | 946             | 0,56       | 96511           |
| Єрмакове          | Джанкойський                | Єрмаківська сільська рада       | 0121180601 | 930             | 2,64       | 96123           |
| Єрофєєве          | Ленінський                  | Лугівська сільська рада         | 0122784802 | 173             |            | 98206           |
| Жайворонки        | Сакський                    | Іванівська сільська рада        | 0124382202 | 71              | 0,6        | 96575           |
| Желябовка         | Нижньогірський              | Желябовська сільська рада       | 0123181201 | 3163            | 2,4        | 97140           |
| Жемчужина         | Нижньогірський              | Жемчужинська сільська рада      | 0123181501 | 1323            | 0,31       | 97154           |
| Жемчужина Криму   | Кіровський                  | Первомайська сільська рада      | 0121683003 | 310             | 0,223      | 97327           |
| Живописне         | Сімферопольський            | Урожайнівська сільська рада     | 0124788001 | 104             | 0,12       | 97535           |
| Жилине            | Джанкойський                | Лобанівська сільська рада       | 0121181903 | 551             | 0,6        | 96151           |
| Жовтокам'янка     | Сакський                    | Суворовська сільська рада       | 0124387004 | 394             | 1,14       | 96583           |
| Журавки           | Кіровський                  | Журавська сільська рада         | 0121681801 | 3202            | 2,84       | 97321           |
| Журавлі           | Сакський                    | Митяївська сільська рада        | 0124384403 | 1596            | 1,19       | 96544           |
| Журавлівка        | Сімферопольський            | Журавлівська сільська рада      | 0124782201 | 1339            | 0,77       | 97512           |
| Журавлівка        | Чорноморський               | Далеківська сільська рада       | 0125681103 | 195             | 1,54       | 96412           |
| Завіт-Ленінський  | Джанкойський                | Завіто-Ленінська сільська рада  | 0121180801 | 2567            | 2,18       | 96126           |
| Завітне           | Бахчисарайський             | Поштівська селищна рада         | 0120455601 | 486             | 0,18       | 98420           |
| Завітне           | Ленінський                  | Завітненська сільська рада      | 0122782801 | 1416            |            | 98245           |
| Завітне           | Совєтський                  | Завітненська сільська рада      | 0125281101 | 1841            | 1,83       | 97223           |
| Заводське         | Ленінський                  | Мисівська сільська рада         | 0122785803 | 238             |            | 98212           |
| Задорне           | Чорноморський               | Кіровська сільська рада         | 0125682203 | 211             | 1,31       | 96406           |
| Зайцеве           | Чорноморський               | Міжводненська сільська рада     | 0125684803 | 132             | 0,9        | 96406           |
| Заливне           | Нижньогірський              | Чкаловська сільська рада        | 0123187403 | 102             | 0,2        | 97112           |
| Залізничне        | Бахчисарайський             | Залізничненська сільська рада   | 0120482501 | 794             | 0,57       | 98462           |
| Залісне           | Бахчисарайський             | Красномацька сільська рада      | 0120483902 | 359             | 0,63       | 98464           |
| Залісся           | Сімферопольський            | Перовська сільська рада         | 0124785404 | 1085            | 0,2        | 97567           |
| Запрудне          | Алуштинська міська рада     | Маломаяцька сільська рада       | 0110391805 | 851             | 3,094      | 98545           |
| Зарічне           | Джанкойський                | Зарічненська сільська рада      | 0121181301 | 2036            | 0,9        | 96160           |
| Зарічне           | Красногвардійський          | П'ятихатська сільська рада      | 0122085605 | 216             | 0,3        | 97045           |
| Зарічне           | Сімферопольський            | Добрівська сільська рада        | 0124781303 | 2086            | 3,427      | 97575           |
| Заріччя           | Нижньогірський              | Іванівська сільська рада        | 0123182202 | 978             | 2,2        | 97144           |
| Затишне           | Ленінський                  | Чистопільська сільська рада     | 0122788602 | 207             | 0,47       | 98225           |
| Звіздне           | Красногвардійський          | Ленінська сільська рада         | 0122082902 | 216             | 0,9        | 97053           |
| Зелена Нива       | Красноперекопський          | Вишнівська сільська рада        | 0122380802 | 742             | 3,48       | 96031           |
| Зелене            | Бахчисарайський             | Зеленівська сільська рада       | 0120482901 | 280             | 0,3        | 98472           |
| Зелене            | Нижньогірський              | Нижньогірська селищна рада      | 0123155101 | 1123            | 0,86       | 97105           |
| Зелений Яр        | Джанкойський                | Завіто-Ленінська сільська рада  | 0121180802 | 182             | 0,36       | 96128           |
| Зелений Яр        | Ленінський                  | Останінська сільська рада       | 0122780402 | 70              |            | 98230           |
| Зеленогірське     | Білогірський                | Зеленогірська сільська рада     | 0120782501 | 2015            | 1,86       | 97640           |
| Зеленогір'я       | Алуштинська міська рада     | Привітненська сільська рада     | 0110393002 | 281             | 0,682      | 98521           |
| Земляничне        | Білогірський                | Земляничненська сільська рада   | 0120782701 | 732             | 1,1        | 97651           |
| Зернове           | Джанкойський                | Розкішненська сільська рада     | 0121185503 | 803             | 0,69       | 96156           |
| Зернове           | Красногвардійський          | Зернівська сільська рада        | 0122081001 | 1383            | 0,7        | 97043           |
| Зернове           | Сакський                    | Зернівська сільська рада        | 0124382001 | 1206            | 1,43       | 96534           |
| Зибини            | Білогірський                | Зибинська сільська рада         | 0120782901 | 1488            | 2,2        | 97610           |
| Зимине            | Роздольненський             | Зиминська сільська рада         | 0123983301 | 1019            | 1,44       | 96270           |
| Знам'янка         | Красногвардійський          | Восходненська сільська рада     | 0122080805 | 599             | 1,14       | 97021           |
| Знам'янка         | Красноперекопський          | Орлівська сільська рада         | 0122383702 | 46              | 2,74       | 96043           |
| Знам'янське       | Чорноморський               | Окунівська сільська рада        | 0125687303 | 229             | 0,35       | 96407           |
| Золоте            | Красногвардійський          | Найдьонівська сільська рада     | 0122084002 | 88              | 0,6        | 97062           |
| Золоте            | Ленінський                  | Найдьонівська сільська рада     | 0122781203 | 155             |            | 98224           |
| Золоте Поле       | Кіровський                  | Золотополенська сільська рада   | 0121682201 | 3285            |            | 97330           |
| Зоркіне           | Нижньогірський              | Зоркінська сільська рада        | 0123182001 | 1478            | 0,96       | 97114           |
| Зоря              | Красногвардійський          | Восходненська сільська рада     | 0122080804 | 365             | 0,67       | 97022           |
| Зоряне            | Чорноморський               | Далеківська сільська рада       | 0125681104 | 440             | 0,47       | 96412           |
| Зубакіне          | Бахчисарайський             | Поштівська селищна рада         | 0120455602 | 145             | 0,07       | 98410           |
| Іванівка          | Ленінський                  | Багерівська селищна рада        | 0122755301 | 219             |            | 98229           |
| Іванівка          | Нижньогірський              | Іванівська сільська рада        | 0123182201 | 526             | 1,18       | 97142           |
| Іванівка          | Сакський                    | Іванівська сільська рада        | 0124382201 | 2175            | 3,35       | 96575           |
| Іванівка          | Сімферопольський            | Трудівська сільська рада        | 0124787004 | 975             | 0,202      | 97581           |
| Ігорівка          | Сакський                    | Кримська сільська рада          | 0124383404 | 18              |            | 96500•          |
| Ізвесткове        | Красногвардійський          | Петрівська сільська рада        | 0122084803 | 314             | 0,86       | 97018           |
| Ізвесткове        | Сакський                    | Добрушинська сільська рада      | 0124381804 | 120             | 0,04       | 96582           |
| Ізобільне         | Алуштинська міська рада     | Ізобільненська сільська рада    | 0110390901 | 2300            | 6,575      | 98531           |
| Ізобільне         | Кіровський                  | Первомайська сільська рада      | 0121683004 | 205             | 0,212      | 97327           |
| Ізобільне         | Нижньогірський              | Ізобільненська сільська рада    | 0123182401 | 1408            | 1,72       | 97120           |
| Ізумрудне         | Джанкойський                | Ізумруднівська сільська рада    | 0121181501 | 1960            | 2,21       | 96116           |
| Ізюмівка          | Кіровський                  | Первомайська сільська рада      | 0121683005 | 1068            | 1,228      | 97326           |
| Іллінка           | Красноперекопський          | Іллінська сільська рада         | 0122381301 | 1366            | 2,1        | 96052           |
| Іллінка           | Сакський                    | Сизівська сільська рада         | 0124386505 | 949             | 0,66       | 96585           |
| Іллічеве          | Ленінський                  | Іллічівська сільська рада       | 0122783201 | 1878            |            | 98205           |
| Іллічеве          | Совєтський                  | Іллічівська сільська рада       | 0125282201 | 1164            | 1,06       | 97230           |
| Іскра             | Красногвардійський          | Амурська сільська рада          | 0122080602 | 220             | 0,25       | 97060           |
| Істочне           | Джанкойський                | Новокримська сільська рада      | 0121183802 | 361             | 0,81       | 96134           |
| Істочне           | Красноперекопський          | Воїнська сільська рада          | 0122381301 | 1039            | 1,2        | 96034           |
| Ішунь             | Красноперекопський          | Ішунська сільська рада          | 0122382201 | 3448            | 10,3       | 96025           |
| Казанки           | Бахчисарайський             | Поштівська селищна рада         | 0120455603 | 435             | 0,155      | 98424           |
| Калинівка         | Джанкойський                | Ізумруднівська сільська рада    | 0121181503 | 720             | 0,44       | 96117           |
| Калинівка         | Ленінський                  | Калинівська сільська рада       | 0122783601 | 2428            |            | 98204           |
| Калинівка         | Чорноморський               | Оленівська сільська рада        | 0122783601 | 777             | 3,18       | 96440           |
| Калініне          | Красногвардійський          | Калінінська сільська рада       | 0122081401 | 1156            | 0,81       | 97006           |
| Калініне          | Первомайський               | Калінінська сільська рада       | 0123581901 | 1986            | 1,78       | 96314           |
| Каменоломня       | Сакський                    | Суворовська сільська рада       | 0124387005 | 1622            | 2,62       | 96528           |
| Кам'янка          | Первомайський               | Октябрська сільська рада        | 0123584702 | 214             | 0,49       | 96323           |
| Кам'янське        | Ленінський                  | Семисотська сільська рада       | 0122787502 | 317             |            | 98215           |
| Карасівка         | Білогірський                | Криничненська сільська рада     | 0120783405 | 196             | 0,19       | 97643           |
| Кар'єрне          | Сакський                    | Охотниківська сільська рада     | 0124385603 | 1292            | 1,46       | 96548           |
| Карпівка          | Красногвардійський          | Клепинінська сільська рада      | 0122081802 | 1096            |            | 97011           |
| Карпова Балка     | Красноперекопський          | Філатівська сільська рада       | 0122387002 | 170             | 0,13       | 96017           |
| Каштани           | Бахчисарайський             | Каштанівська сільська рада      | 0120483601 | 1025            | 0,66       | 98413           |
| Каштанівка        | Первомайський               | Черновська сільська рада        | 0123587402 | 388             | 0,38       | 96345           |
| Каштанівка        | Роздольненський             | Серебрянська сільська рада      | 0123986403 | 99              | 0,69       | 96208           |
| Каштанове         | Сімферопольський            | Перовська сільська рада         | 0124785405 | 1000            | 0,56       | 97564           |
| Кизилівка         | Білогірський                | Чорнопільська сільська рада     | 0120788803 | 120             | 0,34       | 97642           |
| Кизилове          | Сімферопольський            | Перовська сільська рада         | 0124785407 | 647             | 0,1        | 97565           |
| Кипарисне         | Алуштинська міська рада     | Маломаяцька сільська рада       | 0110391807 | 365             | 0,901      | 98540           |
| Кирпичне          | Білогірський                | Криничненська сільська рада     | 0120783406 | 312             | 0,38       | 97643           |
| Кирсанівка        | Нижньогірський              | Листвинська сільська рада       | 0123182802 | 317             | 0,9        | 97124           |
| Кіндратове        | Джанкойський                | Кіндратівська сільська рада     | 0121181701 | 979             | 1,2        | 96169           |
| Кірове            | Ленінський                  | Кіровська сільська рада         | 0122783701 | 1080            |            | 98234           |
| Кіровське         | Чорноморський               | Кіровська сільська рада         | 0125682201 | 2499            | 2,17       | 96423           |
| Кісточківка       | Нижньогірський              | Кісточківська сільська рада     | 0123182601 | 1082            | 1,18       | 97150           |
| Кленівка          | Сімферопольський            | Донська сільська рада           | 0124781905 | 957             | 0,48       | 97525           |
| Клепиніне         | Красногвардійський          | Клепинінська сільська рада      | 0122081401 | 2146            |            | 97010           |
| Климове           | Красногвардійський          | Восходненська сільська рада     | 0122080806 | 870             | 1,68       | 97022           |
| Клинівка          | Сімферопольський            | Перовська сільська рада         | 0124785408 | 141             | 1,48       | 97563           |
| Ключі             | Сімферопольський            | Перовська сільська рада         | 0124785409 | 262             | 1,88       | 97561           |
| Ключове           | Кіровський                  | Первомайська сільська рада      | 0121683006 | 82              | 0,689      | 97328           |
| Ключове           | Сімферопольський            | Миколаївська селищна рада       | 0124755803 | 264             | 0,578      | 97548           |
| Ковильне          | Джанкойський                | Луганська сільська рада         | 0121182302 | 595             | 0,75       | 96142           |
| Ковильне          | Роздольненський             | Ковильнівська сільська рада     | 0123985401 | 833             | 1,16       | 96207           |
| Коврове           | Нижньогірський              | Чкаловська сільська рада        | 0123187404 | 94              | 0,19       | 97112           |
| Колодязне         | Красногвардійський          | Колодязненська сільська рада    | 0122082201 | 1381            |            | 97061           |
| Колодязне         | Сімферопольський            | Скворцівська сільська рада      | 0124786402 | 580             | 0,58       | 97545           |
| Коломенське       | Совєтський                  | Чапаєвська сільська рада        | 0125288202 | 305             | 0,81       | 97225           |
| Колоски           | Джанкойський                | Цілинна сільська рада           | 0121187202 | 502             | 1,61       | 96131           |
| Колоски           | Сакський                    | Ромашкінська сільська рада      | 0124386001 | 1004            | 1,4        | 96517           |
| Кольцове          | Сакський                    | Кольцовська сільська рада       | 0124382601 | 989             | 0,2        | 96522           |
| Кольчугине        | Сімферопольський            | Кольчугинська сільська рада     | 0124782901 | 4481            | 3,52       | 97551           |
| Комарівка         | Красногвардійський          | Полтавська сільська рада        | 0122085302 | 656             | 0,5        | 97037           |
| Комишинка         | Сімферопольський            | Чистенська сільська рада        | 0124788702 | 163             | 1,44       | 97570           |
| Комишне           | Роздольненський             | Руч'ївська сільська рада        | 0123985903 | 431             | 0,67       | 96220           |
| Комсомольське     | Джанкойський                | Маслівська сільська рада        | 0121182502 | 734             | 0,36       | 96144           |
| Комунари          | Красногвардійський          | Калінінська сільська рада       | 0122081403 | 698             | 0,45       | 97006           |
| Комунарне         | Роздольненський             | Руч'ївська сільська рада        | 0123985904 | 118             | 0,25       | 96220           |
| Корінне           | Нижньогірський              | Новогригорівська сільська рада  | 0123184603 | 489             | 1,19       | 97132           |
| Кормове           | Первомайський               | Кормівська сільська рада        | 0123582501 | 1693            | 2,15       | 96331           |
| Корніївка         | Совєтський                  | Чорноземненська сільська рада   | 0125288604 | 133             | 0,22       | 97215           |
| Корольове         | Ленінський                  | Красногірська сільська рада     | 0122783902 | 125             |            | 98200           |
| Костиріне         | Ленінський                  | Завітненська сільська рада      | 0122782802 | 140             |            | 98245           |
| Костянтинівка     | Джанкойський                | Мирнівська сільська рада        | 0121183603 | 356             | 0,25       | 96103           |
| Костянтинівка     | Сімферопольський            | Перовська сільська рада         | 0124785411 | 1286            | 1,01       | 97563           |
| Котельникове      | Красногвардійський          | Котельниківська сільська рада   | 0122082401 | 1387            | 2          | 97034           |
| Котовське         | Роздольненський             | Славнівська сільська рада       | 0123986602 | 691             | 0,64       | 96208           |
| Кочергіне         | Бахчисарайський             | Каштанівська сільська рада      | 0120483603 | 485             | 0,68       | 98413           |
| Крайнє            | Сакський                    | Крайненська сільська рада       | 0124383001 | 1167            | 2,55       | 96584           |
| Красна Долина     | Красногвардійський          | Новопокровська сільська рада    | 0122084402 | 72              | 0,46       | 97027           |
| Красна Зорька     | Сімферопольський            | Гвардійська селищна рада        | 0124755301 | 2515            | 3,023      | 97516           |
| Красна Зоря       | Бахчисарайський             | Тінистівська сільська рада      | 0120486203 | 349             | 5,47       | 98400           |
| Красна Поляна     | Красногвардійський          | Петрівська сільська рада        | 0122084804 | 803             | 1,12       | 97017           |
| Красна Поляна     | Чорноморський               | Краснополянська сільська рада   | 0125683301 | 1110            | 0,75       | 96430           |
| Красна Слобода    | Білогірський                | Багатівська сільська рада       | 0120780803 | 138             | 0,29       | 97650           |
| Красне            | Сімферопольський            | Первомайська сільська рада      | 0124785002 | 1034            | 1,02       | 97522           |
| Красний Мак       | Бахчисарайський             | Красномацька сільська рада      | 0120483901 | 1754            | 0,95       | 98464           |
| Красний Партизан  | Красногвардійський          | Янтарненська сільська рада      | 0122088703 | 796             | 1,97       | 97032           |
| Краснівка         | Кіровський                  | Синицинська сільська рада       | 0121683903 | 261             | 0,6        | 97312           |
| Краснівка         | Сімферопольський            | Мазанська сільська рада         | 0124783302 | 615             | 0,96       | 97531           |
| Красноармійське   | Красноперекопський          | Красноармійська сільська рада   | 0122382401 | 1248            | 2          | 96032           |
| Красноармійське   | Роздольненський             | Зиминська сільська рада         | 0123983303 | 467             | 0,61       | 96209           |
| Красногвардійське | Совєтський                  | Красногвардійська сільська рада | 0125283301 | 1505            |            | 97242           |
| Красногірка       | Ленінський                  | Красногірська сільська рада     | 0122783901 | 998             |            | 98233           |
| Красногірське     | Білогірський                | Ароматнівська сільська рада     | 0120780402 | 294             |            | 97600           |
| Краснодарка       | Красногвардійський          | Олександрівська сільська рада   | 0122080302 | 651             | 1,1        | 97008           |
| Краснодольне      | Джанкойський                | Рощинська сільська рада         | 0121185603 | 482             | 0,8        | 96183           |
| Краснознам'янка   | Красногвардійський          | Краснознам'янська сільська рада | 0122082601 | 1209            | 1,44       | 97050           |
| Краснокам'янка    | Феодосійська міська рада    | Щебетовська селищна рада        | 0111646501 | 1192            | 8,1        | 98189           |
| Краснолісся       | Сімферопольський            | Добрівська сільська рада        | 0124781304 | 1134            | 2,391      | 97579           |
| Красноселівка     | Білогірський                | Криничненська сільська рада     | 0120783407 | 74              |            | 97644           |
| Красносільське    | Кіровський                  | Яркополенська сільська рада     | 0121686103 | 558             | 0,8        | 97351           |
| Красносільське    | Чорноморський               | Окунівська сільська рада        | 0125687304 | 700             | 0,7        | 96407           |
| Краснофлотське    | Совєтський                  | Краснофлотська сільська рада    | 0125283901 | 1187            | 1,49       | 97221           |
| Красноярське      | Чорноморський               | Краснополянська сільська рада   | 0125683501 | 788             | 1,24       | 96434           |
| Кремнівка         | Красногвардійський          | Петрівська сільська рада        | 0122084805 | 626             | 1,9        | 97018           |
| Крестянівка       | Первомайський               | Крестянівська сільська рада     | 0123583601 | 1623            | 1,1        | 96312           |
| Кривцове          | Білогірський                | Муромська сільська рада         | 0120785003 | 16              | 0,14       | 97615           |
| Криловка          | Первомайський               | Степнівська сільська рада       | 0123586502 | 428             | 2,02       | 96321           |
| Криловка          | Сакський                    | Штормівська сільська рада       | 0124388802 | 38              | 0,72       | 96580           |
| Кримка            | Джанкойський                | Кримківська сільська рада       | 0121181801 | 1896            | 3,6        | 96154           |
| Кримська Роза     | Білогірський                | Кримськорозівська сільська рада | 0120783601 | 1721            | 1,91       | 97633           |
| Кримське          | Сакський                    | Кримська сільська рада          | 0124383400 | 1952            | 2,58       | 96533           |
| Кринички          | Кіровський                  | Абрикосівська сільська рада     | 0121680103 | 525             | 1,19       | 97343           |
| Криничне          | Білогірський                | Криничненська сільська рада     | 0120783401 | 938             | 0,83       | 97643           |
| Кріпке            | Красноперекопський          | Вишнівська сільська рада        | 0122380803 | 384             | 0,73       | 96030           |
| Кропоткіне        | Роздольненський             | Чернишівська сільська рада      | 0123988002 | 1078            | 1,6        | 96200           |
| Кубанське         | Сімферопольський            | Родниківська сільська рада      | 0124785803 | 136             | 0,58       | 97540           |
| Кудрине           | Бахчисарайський             | Верхоріченська сільська рада    | 0120480803 | 196             | 0,17       | 98460           |
| Кузнецьке         | Чорноморський               | Краснополянська сільська рада   | 0125683303 | 448             | 0,81       | 96407           |
| Куйбишеве         | Ялтинська міська рада       | Лівадійська селищна рада        | 0111947905 | 62              | 2,135      | 98600           |
| Кукурудзяне       | Нижньогірський              | Садова сільська рада            | 0123186102 | 234             | 0,77       | 97152           |
| Кукушкіне         | Роздольненський             | Кукушкінська сільська рада      | 0123985601 | 1111            | 1,06       | 96236           |
| Куликівка         | Сакський                    | Ліснівська сільська рада        | 0124383904 | 432             | 0,82       | 96540           |
| Кумове            | Роздольненський             | Ботанічна сільська рада         | 0123982202 | 1108            | 0,95       | 96207           |
| Кунцеве           | Нижньогірський              | Михайлівська сільська рада      | 0123183402 | 479             | 0,7        | 97115           |
| Купріне           | Сімферопольський            | Широківська сільська рада       | 0124789003 | 281             | 0,1        | 97510           |
| Курганне          | Красногвардійський          | Полтавська сільська рада        | 0122085303 | 32              | 0,1        | 97045           |
| Курганне          | Красноперекопський          | Іллінська сільська рада         | 0122381803 | 176             | 0,51       | 96052           |
| Курганне          | Сімферопольський            | Родниківська сільська рада      | 0124785804 | 667             | 0,43       | 97543           |
| Курортне          | Білогірський                | Ароматнівська сільська рада     | 0120780403 | 425             | 0,85       | 97637           |
| Курортне          | Ленінський                  | Войковська сільська рада        | 0122781604 | 171             |            | 98221           |
| Курське           | Білогірський                | Курська сільська рада           | 0120783801 | 1310            | 1,59       | 97653           |
| Лаванда           | Алуштинська міська рада     | Лучистівська сільська рада      | 110391403  | 177             | 1,237      | 98530           |
| Лаврове           | Алуштинська міська рада     | Маломаяцька сільська рада       | 0110391809 | 249             | 1,377      | 98545           |
| Лазарівка         | Сімферопольський            | Трудівська сільська рада        | 0124787006 | 89              | 0,15       | 97534           |
| Лазурне           | Алуштинська міська рада     | Маломаяцька сільська рада       | 0110391811 | 151             | 1,067      | 98500           |
| Ларине            | Джанкойський                | Майська сільська рада           | 0121182503 | 399             | 0,66       | 96178           |
| Лебединка         | Совєтський                  | Краснофлотська сільська рада    | 0125283903 | 83              | 0,35       | 97200           |
| Левадки           | Сімферопольський            | Чистенська сільська рада        | 0124788703 | 807             | 2,799      | 97574           |
| Левітанівка       | Первомайський               | Калінінська сільська рада       | 0123581902 | 250             | 0,3        | 96300           |
| Ленінське         | Красногвардійський          | Ленінська сільська рада         | 0122082901 | 1875            | 2,77       | 97053           |
| Ленінське         | Ленінський                  | Ленінська сільська рада         | 0122784601 | 1974            |            | 98232           |
| Ленське           | Чорноморський               | Краснополянська сільська рада   | 0125683503 | 286             | 0,53       | 96434           |
| Лиманне           | Сакський                    | Суворовська сільська рада       | 0124387006 | 224             | 0,3        | 96528           |
| Листвинне         | Нижньогірський              | Листвинська сільська рада       | 0123182801 | 628             | 0,7        | 97124           |
| Листове           | Сакський                    | Митяївська сільська рада        | 0124384404 | 394             | 0,73       | 96544           |
| Литвиненкове      | Білогірський                | Зуйська селищна рада            | 0120755307 | 1451            | 0,72       | 97632           |
| Лібкнехтівка      | Ленінський                  | Чистопільська сільська рада     | 0122788603 | 461             | 1,45       | 98226           |
| Лікарственне      | Сімферопольський            | Пожарська сільська рада         | 0124785604 | 1328            | 0,48       | 97557           |
| Лінійне           | Нижньогірський              | Нижньогірська селищна рада      | 0123155102 | 495             | 0,37       | 97106           |
| Лінійне           | Ялтинська міська рада       | Гурзуфська селищна рада         | 0111946803 | 31              | 0,3766     | 98640           |
| Лісне             | Судацька міська рада        | Дачнівська сільська рада        | 0111790702 | 581             |            | 98024           |
| Ліснівка          | Сакський                    | Ліснівська сільська рада        | 0124383901 | 2209            | 2,6        | 96560           |
| Лісносілля        | Сімферопольський            | Мазанська сільська рада         | 0124783303 | 560             | 0,61       | 97532           |
| Лічебне           | Білогірський                | Мічурінська сільська рада       | 0120784602 | 567             | 0,27       | 97646           |
| Лобанове          | Джанкойський                | Лобанівська сільська рада       | 0121181901 | 1862            | 1,33       | 96150           |
| Лозове            | Сімферопольський            | Добрівська сільська рада        | 0124781305 | 1601            | 0,9        | 97576           |
| Ломоносове        | Нижньогірський              | Желябовська сільська рада       | 0123181202 | 747             | 0,31       | 97141           |
| Лохівка           | Совєтський                  | Красногвардійська сільська рада | 0125283302 | 469             | 0,94       | 97243           |
| Луганське         | Джанкойський                | Луганська сільська рада         | 0121182301 | 1450            | 2,02       | 96140           |
| Лугове            | Білогірський                | Русаківська сільська рада       | 0120786302 | 259             | 0,64       | 97626           |
| Лугове            | Ленінський                  | Лугівська сільська рада         | 0122784801 | 1094            |            | 98206           |
| Лугове            | Нижньогірський              | Чкаловська сільська рада        | 0123187405 | 169             | 0,33       | 97112           |
| Лугове            | Сакський                    | Сизівська сільська рада         | 0123187405 | 188             | 0,66       | 96585           |
| Лужки             | Нижньогірський              | Якимівська сільська рада        | 0123180403 | 314             | 1          | 97122           |
| Лучисте           | Алуштинська міська рада     | Лучистівська сільська рада      | 0110391401 | 1044            | 8,999      | 98530           |
| Лучове            | Совєтський                  | Красногвардійська сільська рада | 0125283303 | 68              | 0,35       | 97242           |
| Лушине            | Сакський                    | Стовпівська сільська рада       | 0124386802 | 393             | 0,1        | 96583           |
| Львове            | Ленінський                  | Семисотська сільська рада       | 0122787503 | 11              |            | 98215           |
| Льговське         | Кіровський                  | Льговська сільська рада         | 0121682601 | 2143            | 1,2        | 97332           |
| Любимівка         | Нижньогірський              | Пшеничненська сільська рада     | 0123185203 | 479             | 0,64       | 97111           |
| Магазинка         | Красноперекопський          | Магазинська сільська рада       | 0122382601 | 1644            | 2,54       | 96040           |
| Мазанка           | Сімферопольський            | Кольчугинська сільська рада     | 0124783301 | 2617            | 3,94       | 97530           |
| Майське           | Джанкойський                | Майська сільська рада           | 0121182501 | 2264            | 1,98       | 96173           |
| Макарівка         | Первомайський               | Первомайська селищна рада       | 0123555101 | 36              | 0,27       | 96300           |
| Маківка           | Совєтський                  | Пушкінська сільська рада        | 0125286803 | 295             | 0,53       | 97241           |
| Маківське         | Кіровський                  | Журавська сільська рада         | 0121681803 | 294             | 0,3        | 97327           |
| Максимівка        | Роздольненський             | Руч'ївська сільська рада        | 0123985905 | 273             | 0,28       | 96220           |
| Мале Садове       | Бахчисарайський             | Куйбишевська селищна рада       | 0120455303 | 331             | 0,32       | 98470           |
| Маленьке          | Сімферопольський            | Гвардійська селищна рада        | 0124755302 | 1882            | 1,161      | 97517           |
| Малий Маяк        | Алуштинська міська рада     | Маломаяцька сільська рада       | 0110391801 | 2203            | 4,649      | 98540           |
| Малинівка         | Бахчисарайський             | Поштівська селищна рада         | 0120455604 | 309             | 0,15       | 98426           |
| Малинівка         | Білогірський                | Василівська сільська рада       | 0120455604 | 138             | 0,47       | 97611           |
| Маловидне         | Бахчисарайський             | Ароматненська сільська рада     | 0120480403 | 553             | 0,78       | 98466           |
| Малоріченське     | Алуштинська міська рада     | Малоріченська сільська рада     | 0110392101 | 1251            | 6          | 98520           |
| Мар'ївка          | Ленінський                  | Мар'ївська сільська рада        | 0122785401 | 681             |            | 98246           |
| Мар'їне           | Джанкойський                | Лобанівська сільська рада       | 0121181904 | 759             | 1,04       | 96152           |
| Мар'їне           | Чорноморський               | Окунівська сільська рада        | 0125687305 | 114             | 0,33       | 96407           |
| Маркове           | Совєтський                  | Краснофлотська сільська рада    | 0125283904 | 446             | 0,81       | 97221           |
| Мартинівка        | Джанкойський                | Завіто-Ленінська сільська рада  | 0121180803 | 711             | 2,1        | 96128           |
| Марфівка          | Ленінський                  | Марфівська сільська рада        | 0122785101 | 1235            |            | 98244           |
| Мар'янівка        | Красногвардійський          | Мар'янівська сільська рада      | 0122083601 | 2341            | 2,22       | 97023           |
| Маслове           | Джанкойський                | Маслівська сільська рада        | 0121182901 | 2525            | 7,1        | 96143           |
| Матвіївка         | Первомайський               | Правдівська сільська рада       | 0123585903 | 340             | 0,35       | 96311           |
| Матросівка        | Кіровський                  | Абрикосівська сільська рада     | 0121680104 | 150             | 0,22       | 97344           |
| Машине            | Бахчисарайський             | Верхоріченська сільська рада    | 0120480804 | 246             | 0,22       | 98400           |
| Машине            | Красногвардійський          | Котельниківська сільська рада   | 0122082403 | 56              | 0,9        | 97000           |
| Маяк              | Чорноморський               | Оленівська сільська рада        | 0125687803 | 50              | 0,08       | 96440           |
| Медведеве         | Чорноморський               | Медведівська сільська рада      | 0125684401 | 2060            | 1,77       | 96447           |
| Медведівка        | Джанкойський                | Медведівська сільська рада      | 0121183401 | 1348            | 1,83       | 96121           |
| Межове            | Нижньогірський              | Зоркінська сільська рада        | 0123182002 | 207             | 0,34       | 97114           |
| Мелехове          | Білогірський                | Багатівська сільська рада       | 0120780804 | 66              | 0,14       | 97650           |
| Мельники          | Білогірський                | Зибинська сільська рада         | 0120782902 | 345             |            | 97610           |
| Мельничне         | Білогірський                | Мельнична сільська рада         | 0120784201 | 884             | 1,16       | 97622           |
| Мельничне         | Первомайський               | Островська сільська рада        | 0123585203 | 391             | 0,64       | 96315           |
| Менделєєве        | Красногвардійський          | П'ятихатська сільська рада      | 0122085609 | 241             | 0,43       | 97000           |
| Миколаївка        | Совєтський                  | Чапаєвська сільська рада        | 0125288203 | 516             | 0,62       | 97226           |
| Миндальне         | Судацька міська рада        | Сонячнодолинська сільська рада  | 0111792303 | 6               | 5,362      | 98026           |
| Мирне             | Сімферопольський            | Мирнівська сільська рада        | 0124783801 | 8468            | 7,268      | 97503, 97505    |
| Мирнівка          | Джанкойський                | Мирнівська сільська рада        | 0121183601 | 1483            | 1,43       | 96180           |
| Миролюбівка       | Красногвардійський          | Петрівська сільська рада        | 0122084806 | 795             | 0,86       | 97016           |
| Миронівка         | Білогірський                | Вишенська сільська рада         | 0120781903 | 320             | 0,67       | 97613           |
| Миронівка         | Красногвардійський          | Новопокровська сільська рада    | 0122084403 | 173             | 0,52       | 97026           |
| Мисове            | Джанкойський                | Чайкинська сільська рада        | 0121187503 | 78              | 0,2        | 96162           |
| Мисове            | Ленінський                  | Мисівська сільська рада         | 0122785801 | 505             |            | 98210           |
| Митрофанівка      | Нижньогірський              | Митрофанівська сільська рада    | 0123183001 | 1425            | 2,01       | 97133           |
| Митюрине          | Джанкойський                | Зарічненська сільська рада      | 0121181305 | 27              | 0,44       | 96160           |
| Митяєве           | Сакський                    | Митяївська сільська рада        | 0124384401 | 2085            | 2,03       | 96542           |
| Михайлівка        | Нижньогірський              | Михайлівська сільська рада      | 0123183401 | 2951            | 1,7        | 97115           |
| Михайлівка        | Сакський                    | Оріхівська сільська рада        | 0124385202 | 3510            | 3,61       | 96573           |
| Міжводне          | Чорноморський               | Міжводненська сільська рада     | 0125684801 | 1816            | 9,199      | 96420           |
| Міжгірне          | Сімферопольський            | Скворцівська сільська рада      | 0124786403 | 100             | 0,44       | 97544           |
| Міжгір'я          | Білогірський                | Зеленогірська сільська рада     | 0120782503 | 383             |            | 97640           |
| Міжріччя          | Судацька міська рада        | Міжріченська сільська рада      | 0111791401 | 510             | 0,6        | 98030           |
| Мілководне        | Джанкойський                | Завіто-Ленінська сільська рада  | 0121180804 | 276             | 0,4        | 96124           |
| Мічурінівка       | Джанкойський                | Ізумруднівська сільська рада    | 0121181504 | 186             | 0,11       | 96118           |
| Мічурінське       | Білогірський                | Мічурінська сільська рада       | 0120784601 | 859             | 1,36       | 97645           |
| Многоводне        | Джанкойський                | Стальненська сільська рада      | 0121185802 | 641             | 0,91       | 96164           |
| Многоріччя        | Бахчисарайський             | Зеленівська сільська рада       | 0120482903 | 58              | 0,1        | 98476           |
| Молочне           | Красногвардійський          | Рівнівська сільська рада        | 0122086503 | 573             | 2,98       | 97042           |
| Молочне           | Роздольненський             | Ковильнівська сільська рада     | 0123985404 | 75              | 0,2        | 96207           |
| Молочне           | Сакський                    | Молочненська сільська рада      | 0124384701 | 2336            | 1,6        | 96552           |
| Молочне           | Сімферопольський            | Перовська сільська рада         | 0124785412 | 208             | 0,45       | 97560           |
| Морське           | Судацька міська рада        | Морська сільська рада           | 0111791601 | 2245            | 6,449      | 98033           |
| Мостове           | Бахчисарайський             | Залізничненська сільська рада   | 0120482504 | 294             | 0,24       | 98462           |
| Мраморне          | Сімферопольський            | Добрівська сільська рада        | 0124781306 | 88              | 0,18       | 97571           |
| Муромське         | Білогірський                | Муромська сільська рада         | 0120785001 | 910             | 1,23       | 97615           |
| Мускатне          | Красногвардійський          | Новопокровська сільська рада    | 0122084404 | 1471            | 2,69       | 97027           |
| Набережне         | Ленінський                  | Завітненська сільська рада      | 0122782803 | 155             |            | 98245           |
| Нагірне           | Бахчисарайський             | Зеленівська сільська рада       | 0120482904 | 124             | 0,23       | 98473           |
| Надежда           | Совєтський                  | Іллічівська сільська рада       | 0125282205 | 634             | 0,89       | 97233           |
| Надеждине         | Красноперекопський          | Красноармійська сільська рада   | 0122382402 | 148             | 0,72       | 96032           |
| Найдьонівка       | Красногвардійський          | Найдьонівська сільська рада     | 0122084001 | 1382            | 0,9        | 97062           |
| Нанікове          | Феодосійська міська рада    | Коктебельська селищна рада      | 0111645701 | 556             | 0,45       | 98185           |
| Насипне           | Феодосійська міська рада    | Насипнівська сільська рада      | 0111692901 | 1666            | 1,92       | 98180           |
| Наташине          | Сакський                    | Веселівська сільська рада       | 0124380605 | 1243            | 1,33       | 96512           |
| Наумівка          | Сакський                    | Охотниківська сільська рада     | 0124385604 | 169             | 0,75       | 96548           |
| Нахідка           | Джанкойський                | Яркополенська сільська рада     | 0121188407 | 443             | 0,59       | 96185           |
| Нахімове          | Красногвардійський          | Восходненська сільська рада     | 0122080807 | 212             | 0,87       | 97022           |
| Невське           | Красногвардійський          | Новопокровська сільська рада    | 0122084405 | 291             | 0,69       | 97027           |
| Некрасове         | Білогірський                | Василівська сільська рада       | 0120781304 | 38              | 0,28       | 97611           |
| Некрасове         | Красногвардійський          | Рівнівська сільська рада        | 0122086504 | 1010            | 1,63       | 97041           |
| Некрасовка        | Бахчисарайський             | Тінистівська сільська рада      | 0120486204 | 347             | 5,67       | 98454           |
| Некрасовка        | Совєтський                  | Некрасовська сільська рада      | 0125285501 | 1351            | 1,5        | 97211           |
| Нива              | Роздольненський             | Березівська сільська рада       | 0123981102 | 834             | 1,15       | 96208           |
| Нива              | Роздольненський             | Березівська сільська рада       | 0123981102 | 834             | 1,15       | 96208           |
| Нива              | Сакський                    | Кольцовська сільська рада       | 0124382604 | 406             | 0,2        | 96522           |
| Нижнє Запрудне    | Алуштинська міська рада     | Маломаяцька сільська рада       | 0110391813 | 90              | 0,478      | 98545           |
| Нижні Орішники    | Білогірський                | Зуйська селищна рада            | 0120755308 | 596             | 0,72       | 97631           |
| Нижні Отрожки     | Джанкойський                | Просторненська сільська рада    | 0121184207 | 172             | 0,97       | 96170           |
| Нижньозаморське   | Ленінський                  | Бєлінська сільська рада         | 0122781204 | 81              |            | 98224           |
| Нижньокурганне    | Сімферопольський            | Донська сільська рада           | 0124781906 | 74              | 0,08       | 97524           |
| Нижня Голубинка   | Бахчисарайський             | Голубинська сільська рада       | 0120481904 | 273             | 0,3        | 98474           |
| Нижня Кутузовка   | Алуштинська міська рада     | Ізобільненська сільська рада    | 0110390905 | 843             | 2,201      | 98532           |
| Низинне           | Джанкойський                | Зарічненська сільська рада      | 0121181306 | 346             | 0,32       | 96160           |
| Низинне           | Сакський                    | Зернівська сільська рада        | 0124382003 | 429             | 1,84       | 96584           |
| Низівка           | Чорноморський               | Кіровська сільська рада         | 0125682204 | 188             | 1,02       | 96423           |
| Ніжинське         | Нижньогірський              | Зоркінська сільська рада        | 0123182003 | 191             | 0,63       | 97114           |
| Нова Деревня      | Первомайський               | Крестянівська сільська рада     | 0123583602 | 375             | 0,91       | 96313           |
| Нове Життя        | Джанкойський                | Побєдненська сільська рада      | 0121184102 | 829             | 0,95       | 96168           |
| Новеньке          | Бахчисарайський             | Долинненська сільська рада      | 0120482202 | 511             | 0,35       | 98450           |
| Новий Мир         | Сімферопольський            | Родниківська сільська рада      | 0124785805 | 413             | 0,3        | 97540           |
| Новий Мир         | Совєтський                  | Чапаєвська сільська рада        | 0125288205 | 717             | 0,75       | 97227           |
| Новий Сад         | Сімферопольський            | Гвардійська селищна рада        | 0124755304 | 496             |            | 97513           |
| Новоандріївка     | Сімферопольський            | Новоандріївська сільська рада   | 0124784601 | 2817            | 3,73       | 97511           |
| Нововасилівка     | Бахчисарайський             | Поштівська селищна рада         | 0120455605 | 647             | 0,305      | 98421           |
| Нововідрадне      | Ленінський                  | Бєлінська сільська рада         | 0122781205 | 240             |            | 98224           |
| Новогригорівка    | Білогірський                | Зеленогірська сільська рада     | 0120782505 | 192             | 0,15       | 97640           |
| Новогригорівка    | Нижньогірський              | Новогригорівська сільська рада  | 0123184601 | 1311            | 1,03       | 97130           |
| Новодолинка       | Красногвардійський          | Новопокровська сільська рада    | 0122084406 | 18              | 1,67       | 97026           |
| Новоестонія       | Красногвардійський          | Петрівська сільська рада        | 0122084807 | 1033            | 1,94       | 97015           |
| Новожилівка       | Білогірський                | Новожилівська сільська рада     | 0120785003 | 1605            | 2,6        | 97620           |
| Новозбур'ївка     | Сімферопольський            | Чистенська сільська рада        | 0124788704 | 466             | 1          | 97570           |
| Новозуївка        | Красногвардійський          | Амурська сільська рада          | 0122080603 | 621             | 0,6        | 97056           |
| Новоіванівка      | Красногвардійський          | Амурська сільська рада          | 0122080604 | 133             | 0,2        | 97060           |
| Новоіванівка      | Красноперекопський          | Магазинська сільська рада       | 0122382603 | 790             | 1,67       | 97042           |
| Новоіванівка      | Нижньогірський              | Уварівська сільська рада        | 0123187202 | 689             | 0,81       | 97137           |
| Новоіванівка      | Чорноморський               | Новоіванівська сільська рада    | 0125685601 | 1137            | 0,43       | 96433           |
| Новокатеринівка   | Красногвардійський          | Зернівська сільська рада        | 0122081002 | 350             | 0,31       | 97043           |
| Новокленове       | Білогірський                | Зеленогірська сільська рада     | 0120782506 | 886             | 0,57       | 97661           |
| Новокостянтинівка | Джанкойський                | Стальненська сільська рада      | 0121185803 | 165             | 0,79       | 96163           |
| Новокримське      | Джанкойський                | Новокримська сільська рада      | 0121183801 | 1273            | 3,6        | 96133           |
| Новомикільське    | Красногвардійський          | Рівнівська сільська рада        | 0122086505 | 485             | 1,09       | 97040           |
| Новомиколаївка    | Красноперекопський          | Орлівська сільська рада         | 0122383703 | 567             | 1,1        | 96044           |
| Новомиколаївка    | Ленінський                  | Новомиколаївська сільська рада  | 0122786101 | 1405            |            | 98240           |
| Новомиколаївка    | Сімферопольський            | Перовська сільська рада         | 0124785413 | 316             | 0,25       | 95044           |
| Новоолександрівка | Білогірський                | Новожилівська сільська рада     | 0120785803 | 33              | 0,3        | 97600           |
| Новоолександрівка | Красноперекопський          | Магазинська сільська рада       | 0122382604 | 424             | 1,48       | 96040           |
| Новоолексіївка    | Красногвардійський          | Амурська сільська рада          | 0122080605 | 601             |            | 97057           |
| Новопавлівка      | Бахчисарайський             | Поштівська селищна рада         | 0120455606 | 758             | 1,126      | 98420           |
| Новопавлівка      | Джанкойський                | Стальненська сільська рада      | 0121185804 | 499             | 1,03       | 96165           |
| Новопавлівка      | Красноперекопський          | Новопавлівська сільська рада    | 0122383001 | 1024            | 2,7        | 96035           |
| Новопілля         | Бахчисарайський             | Голубинська сільська рада       | 0120481905 | 300             | 0,31       | 98474           |
| Новопокровка      | Кіровський                  | Журавська сільська рада         | 0121681804 | 1550            | 2,1        | 97322           |
| Новопокровка      | Красногвардійський          | Новопокровська сільська рада    | 0122084401 | 1475            | 2,12       | 97026           |
| Новорибацьке      | Красноперекопський          | Ішунська сільська рада          | 0122382203 | 119             | 0,39       | 96000           |
| Новоселівка       | Ленінський                  | Марфівська сільська рада        | 0122785103 | 78              |            | 98244           |
| Новоселівка       | Сімферопольський            | Новоселівська сільська рада     | 0124784801 | 1507            | 1          | 97550           |
| Новоселівка       | Совєтський                  | Чапаєвська сільська рада        | 0125288204 | 32              | 0,02       | 97225           |
| Новосільське      | Чорноморський               | Новосільська сільська рада      | 0125686001 | 2523            | 2,32       | 96410           |
| Новосільцеве      | Джанкойський                | Табачненська сільська рада      | 0121186203 | 578             | 0,92       | 96174           |
| Новосільці        | Красногвардійський          | Восходненська сільська рада     | 0122080808 | 452             | 0,97       | 97025           |
| Новостепове       | Джанкойський                | Ізумруднівська сільська рада    | 0121181505 | 1685            | 1,81       | 96119           |
| Новоульяновка     | Бахчисарайський             | Куйбишевська селищна рада       | 0120455304 | 303             | 0,32       | 98470           |
| Новоульяновка     | Чорноморський               | Міжводненська сільська рада     | 0125684804 | 301             |            | 96421           |
| Новофедорівка     | Джанкойський                | Стальненська сільська рада      | 0121185805 | 230             | 1,32       | 96163           |
| Новофедорівка     | Кіровський                  | Яркополенська сільська рада     | 0121185805 | 52              | 0,51       | 97314           |
| Обрив             | Сімферопольський            | Перовська сільська рада         | 0124785414 | 70              | 0,22       | 97567           |
| Овочеве           | Джанкойський                | Ізумруднівська сільська рада    | 0121181506 | 812             | 1,03       | 96115           |
| Овражки           | Білогірський                | Зеленогірська сільська рада     | 0122788402 | 140             |            | 97640           |
| Овражне           | Роздольненський             | Зиминська сільська рада         | 0123983304 | 114             | 0,45       | 96209           |
| Огоньки           | Ленінський                  | Челядінівська сільська рада     | 0122788401 | 918             |            | 98243           |
| Озерівка          | Чорноморський               | Медведівська сільська рада      | 0125684402 | 2               | 0,36       | 96447           |
| Озерки            | Джанкойський                | Стальненська сільська рада      | 0121185806 | 474             | 1,32       | 96166           |
| Озерне            | Джанкойський                | Рощинська сільська рада         | 0121185604 | 82              | 0,03       | 96184           |
| Октябр            | Джанкойський                | Майська сільська рада           | 0121182505 | 1134            | 1,01       | 96176           |
| Октябрське        | Ленінський                  | Октябрська сільська рада        | 0122786201 | 1479            |            | 98228           |
| Октябрське        | Первомайський               | Октябрська сільська рада        | 0123584701 | 1445            | 2,34       | 96323           |
| Октябрське        | Совєтський                  | Некрасовська сільська рада      | 0125285503 | 790             | 0,7        | 97212           |
| Окунівка          | Чорноморський               | Окунівська сільська рада        | 0125687301 | 655             | 1,25       | 96443           |
| Олександрівка     | Білогірський                | Зеленогірська сільська рада     | 0120782508 | 259             | 0,2        | 97600           |
| Олександрівка     | Красногвардійський          | Олександрівська сільська рада   | 0122080301 | 1651            | 1,4        | 97007           |
| Олександрівка     | Сімферопольський            | Миколаївська селищна рада       | 0124755804 | 73              | 0,123      | 97548           |
| Олексіївка        | Первомайський               | Олексіївська сільська рада      | 0123580101 | 1303            | 1,7        | 96330           |
| Оленівка          | Білогірський                | Земляничненська сільська рада   | 0120782702 | 29              |            | 97651           |
| Оленівка          | Первомайський               | Гвардійська сільська рада       | 0123580803 | 412             | 0,75       | 96342           |
| Оленівка          | Чорноморський               | Оленівська сільська рада        | 0125687801 | 1526            | 3,36       | 96440           |
| Олива             | Ялтинська міська рада       | Фороська селищна рада           | 0111949701 | 98              | 2,138      | 98685           |
| Омелянівка        | Нижньогірський              | Омелянівська сільська рада      | 0123180801 | 1681            | 2,5        | 97121           |
| Опитне            | Білогірський                | Земляничненська сільська рада   | 0120782703 | 87              | 0,1        | 97600           |
| Оползневе         | Ялтинська міська рада       | Фороська селищна рада           | 0111949301 | 417             | 4,39       | 98691           |
| Опушки            | Сімферопольський            | Мазанська сільська рада         | 0124783304 | 103             | 0,17       | 97532           |
| Орденоносне       | Джанкойський                | Лобанівська сільська рада       | 0121181905 | 108             | 0,4        | 96152           |
| Оріхівка          | Кіровський                  | Яркополенська сільська рада     | 0121686107 | 382             | 1,41       | 97315           |
| Оріхове           | Сакський                    | Оріхівська сільська рада        | 0124385201 | 3159            | 2,37       | 96570           |
| Орлівка           | Красногвардійський          | Найдьонівська сільська рада     | 0122084003 | 120             | 0,58       | 97062           |
| Орлівка           | Роздольненський             | Серебрянська сільська рада      | 0123986404 | 1130            | 1,15       | 96251           |
| Орлівське         | Красноперекопський          | Орлівська сільська рада         | 0122383701 | 1436            | 1,7        | 96043           |
| Орлянка           | Сакський                    | Охотниківська сільська рада     | 0124385605 | 613             | 0,67       | 96540           |
| Осовини           | Ленінський                  | Глазівська сільська рада        | 0122782002 | 294             |            | 98220           |
| Останіне          | Ленінський                  | Останінська сільська рада       | 0122780401 | 1425            |            | 98230           |
| Островське        | Джанкойський                | Єрмаківська сільська рада       | 0121180604 | 125             | 0,45       | 96100           |
| Островське        | Первомайський               | Островська сільська рада        | 0123585201 | 1633            | 1,8        | 96315           |
| Охотникове        | Сакський                    | Охотниківська сільська рада     | 0124385601 | 1696            | 1,82       | 96540           |
| Охотниче          | Ялтинська міська рада       | Лівадійська селищна рада        | 0111947907 | 34              | 0,382      | 98600           |
| Охотське          | Нижньогірський              | Охотська сільська рада          | 0123185001 | 1596            | 1,7        | 97123           |
| Павлівка          | Білогірський                | Василівська сільська рада       | 0120781305 | 744             | 1,31       | 97612           |
| Павлівка          | Джанкойський                | Новокримська сільська рада      | 0121183803 | 446             | 1,3        | 96133           |
| Панфіловка        | Первомайський               | Сусанінська сільська рада       | 0123586602 | 243             | 0,7        | 96332           |
| Партизани         | Кіровський                  | Партизанська сільська рада      | 0121682801 | 1724            | 2,6        | 97340           |
| Партизанське      | Сімферопольський            | Перовська сільська рада         | 0124785415 | 2018            | 2,43       | 97566           |
| Партизанське      | Ялтинська міська рада       | Гурзуфська селищна рада         | 111946805  | 94              | 0,06       | 98640           |
| Пасічне           | Білогірський                | Зеленогірська сільська рада     | 0120782509 | 84              | 0,18       | 97640           |
| Пахарівка         | Джанкойський                | Пахарівська сільська рада       | 0121184001 | 1279            | 1,4        | 96132           |
| Первомайське      | Кіровський                  | Первомайська сільська рада      | 0121683001 | 3510            | 2,891      | 97323           |
| Первомайське      | Сімферопольський            | Первомайська сільська рада      | 0124785001 | 2204            | 2,409      | 97520           |
| Перевалівка       | Судацька міська рада        | Грушівська сільська рада        | 0111790402 | 687             | 0,61       | 98022           |
| Перевальне        | Сімферопольський            | Добрівська сільська рада        | 0124781307 | 3426            | 1,85       | 97578           |
| Передмістне       | Джанкойський                | Медведівська сільська рада      | 0121183402 | 405             | 1          | 96100           |
| Передове          | Сімферопольський            | Скворцівська сільська рада      | 0124786404 | 181             | 0,13       | 97544           |
| Передущельне      | Бахчисарайський             | Верхоріченська сільська рада    | 0120480806 | 633             | 0,53       | 98461           |
| Перекоп           | Армянська міська рада       | Суворовська сільська рада       | 0111590103 | 894             | 2          | 96011           |
| Перепілкине       | Джанкойський                | Зарічненська сільська рада      | 0121181307 | 657             | 0,4        | 96161           |
| Перове            | Сімферопольський            | Перовська сільська рада         | 0124785401 | 3880            | 0,54       | 97560           |
| Петрівка          | Красногвардійський          | Петрівська сільська рада        | 0122084801 | 6732            |            | 97012           |
| Петрівка          | Сімферопольський            | Миколаївська селищна рада       | 0124755805 | 78              | 0,25       | 97548           |
| Петрове           | Білогірський                | Зуйська селищна рада            | 0120755309 | 499             | 1,06       | 97634           |
| Петрове           | Ленінський                  | Семисотська сільська рада       | 0122787504 | 88              |            | 98214           |
| Петропавлівка     | Сімферопольський            | Добрівська сільська рада        | 0124781308 | 91              | 0,11       | 97576           |
| Підгірне          | Феодосійська міська рада    | Насипнівська сільська рада      | 0111692907 | 318             | 0,19       | 98183           |
| Піни              | Нижньогірський              | Жемчужинська сільська рада      | 0123181502 | 505             | 0,28       | 97155           |
| Піонерське        | Сімферопольський            | Добрівська сільська рада        | 0124781309 | 7061            | 0,11       | 97577           |
| Піонерське        | Феодосійська міська рада    | Насипнівська сільська рада      | 0111692909 | 48              | 1,84       | 98109           |
| Пісочне           | Ленінський                  | Останінська сільська рада       | 0122780404 | 228             |            | 98230           |
| Піщане            | Бахчисарайський             | Піщанівська сільська рада       | 0120484401 | 938             | 2,9        | 98431           |
| Плодове           | Бахчисарайський             | Плодівська сільська рада        | 0120484601 | 1316            | 0,99       | 98410           |
| Плодове           | Нижньогірський              | Митрофанівська сільська рада    | 0123183003 | 616             | 0,48       | 97134           |
| Плодородне        | Красногвардійський          | Восходненська сільська рада     | 0122080809 | 445             | 1,33       | 97020           |
| Плотинне          | Бахчисарайський             | Зеленівська сільська рада       | 0120482905 | 681             | 0,53       | 98473           |
| Побєдине          | Красногвардійський          | Калінінська сільська рада       | 0122081404 | 248             | 0,18       | 97006           |
| Побєдне           | Джанкойський                | Побєдненська сільська рада      | 0121184101 | 3554            | 3,85       | 96167           |
| Побєдне           | Сакський                    | Суворовська сільська рада       | 0124387007 | 63              | 0,27       | 96583           |
| Поворотне         | Білогірський                | Багатівська сільська рада       | 0120780805 | 103             | 0,13       | 97650           |
| Пожарське         | Сімферопольський            | Пожарська сільська рада         | 0124785601 | 1754            | 1,503      | 97554           |
| Пологи            | Красногвардійський          | Колодязненська сільська рада    | 0122082205 | 291             | 1,15       | 97064           |
| Полтавка          | Красногвардійський          | Полтавська сільська рада        | 0122085301 | 2133            | 1,89       | 97036           |
| Полтавське        | Красноперекопський          | Братська сільська рада          | 0122380402 | 523             | 0,65       | 96050           |
| Польове           | Джанкойський                | Майська сільська рада           | 0121182506 | 535             | 0,6        | 96175           |
| Поляна            | Бахчисарайський             | Голубинська сільська рада       | 0120481906 | 236             | 0,3        | 98474           |
| Попівка           | Сакський                    | Штормівська сільська рада       | 0124388803 | 160             | 1,88       | 96580           |
| Портове           | Роздольненський             | Чернишівська сільська рада      | 0123988003 | 105             | 0,912      | 96200           |
| Порфирівка        | Сакський                    | Веселівська сільська рада       | 0124380604 | 96              | 0,37       | 96582           |
| Почетне           | Красноперекопський          | Почетненська сільська рада      | 0122384801 | 1497            | 1,67       | 96020           |
| Правда            | Первомайський               | Правдівська сільська рада       | 0123585901 | 1627            | 1,06       | 96310           |
| Прибережне        | Сакський                    | Ліснівська сільська рада        | 0124383905 | 883             | 1,115      | 96563           |
| Прибережне        | Судацька міська рада        | Сонячнодолинська сільська рада  | 0111792304 | 3               | 1,426      | 98026           |
| Привільне         | Красноперекопський          | Новопавлівська сільська рада    | 0122383003 | 538             | 0,41       | 96037           |
| Привільне         | Первомайський               | Олексіївська сільська рада      | 0123580102 | 134             | 0,35       | 96330           |
| Привільне         | Сімферопольський            | Добрівська сільська рада        | 0124781310 | 30              | 0,03       | 97578           |
| Привільне         | Совєтський                  | Прудівська сільська рада        | 0125286602 | 555             | 0,36       | 97251           |
| Привітне          | Алуштинська міська рада     | Привітненська сільська рада     | 0110393001 | 1845            | 11,144     | 98521           |
| Привітне          | Кіровський                  | Привітненська сільська рада     | 0121683401 | 3134            | 0,621      | 97341           |
| Привітне          | Сакський                    | Штормівська сільська рада       | 0124388804 | 534             | 0,97       | 96580           |
| Придорожнє        | Джанкойський                | Єрмаківська сільська рада       | 0121180605 | 624             | 1,92       | 96125           |
| Приозерне         | Ленінський                  | Приозернівська сільська рада    | 0122786401 | 3179            |            | 98242           |
| Прирічне          | Нижньогірський              | Жемчужинська сільська рада      | 0123181503 | 487             | 0,32       | 97156           |
| Присивашне        | Совєтський                  | Урожайнівська сільська рада     | 0125287702 | 380             | 0,44       | 97200           |
| Приятне Свідання  | Бахчисарайський             | Поштівська селищна рада         | 0120455607 | 428             | 2,729      | 98426           |
| Пробудження       | Джанкойський                | Луганська сільська рада         | 0121182303 | 55              | 0,25       | 96140           |
| Прозрачне         | Джанкойський                | Стальненська сільська рада      | 0121185807 | 7               |            | 96163•          |
| Пролетарка        | Красноперекопський          | Ішунська сільська рада          | 0122382205 | 222             | 0,57       | 96002           |
| Пролітне          | Сімферопольський            | Широківська сільська рада       | 0124789005 | 79              | 0,02       | 97510           |
| Пролом            | Білогірський                | Василівська сільська рада       | 0120781306 | 228             |            | 97611           |
| Просторне         | Джанкойський                | Просторненська сільська рада    | 0121184201 | 761             | 2          | 96170           |
| Проточне          | Красногвардійський          | Новопокровська сільська рада    | 0122084407 | 254             | 0,65       | 97026           |
| Прохладне         | Бахчисарайський             | Скалистівська сільська рада     | 0120485003 | 721             | 0,91       | 98443           |
| Пруди             | Кіровський                  | Льговська сільська рада         | 0121682604 | 356             | 0,23       | 97333           |
| Пруди             | Совєтський                  | Прудівська сільська рада        | 0125286601 | 2747            | 1,87       | 97240           |
| Прудникове        | Ленінський                  | Марфівська сільська рада        | 0122785104 | 29              |            | 98244           |
| Прудове           | Сімферопольський            | Кольчугинська сільська рада     | 0124782902 | 1073            | 0,76       | 97553           |
| Пряме             | Красногвардійський          | Ленінська сільська рада         | 0122082904 | 179             | 0,37       | 97053           |
| Пташкине          | Ленінський                  | Мар'ївська сільська рада        | 0122785404 | 57              |            | 98246           |
| Путилівка         | Бахчисарайський             | Голубинська сільська рада       | 0120481906 | 320             | 0,5        | 98474           |
| Пушкіне           | Алуштинська міська рада     | Маломаяцька сільська рада       | 0110391815 | 212             |            | 98545           |
| Пушкіне           | Джанкойський                | Завіто-Ленінська сільська рада  | 0121180805 | 476             | 1,12       | 96127           |
| Пушкіне           | Красногвардійський          | Петрівська сільська рада        | 0122084808 | 698             | 1,06       | 97013           |
| Пушкіне           | Совєтський                  | Пушкінська сільська рада        | 0125286801 | 1386            | 1,33       | 97241           |
| Пчільники         | Совєтський                  | Завітненська сільська рада      | 0125281103 | 646             | 0,84       | 97224           |
| Пчолине           | Білогірський                | Зеленогірська сільська рада     | 0120782510 | 14              |            | 97644           |
| Пшеничне          | Нижньогірський              | Пшеничненська сільська рада     | 0123185201 | 1159            | 1,13       | 97110           |
| Пшеничне          | Первомайський               | Первомайська селищна рада       | 0123555102 | 504             | 0,57       | 96305           |
| П'ятихатка        | Красногвардійський          | П'ятихатська сільська рада      | 0122085600 | 2738            | 5,95       | 97045           |
| П'ятихатка        | Красноперекопський          | Почетненська сільська рада      | 0122384802 | 635             | 0,42       | 96021           |
| Радісне           | Білогірський                | Земляничненська сільська рада   | 0120782704 | 89              |            | 97651           |
| Радужне           | Красногвардійський          | Краснознам'янська сільська рада | 0122082602 | 13              | 0,06       | 97051           |
| Рєпіне            | Бахчисарайський             | Ароматненська сільська рада     | 0120480404 | 197             | 0,5        | 98444           |
| Рибаче            | Алуштинська міська рада     | Малоріченська сільська рада     | 0110392105 | 1273            | 6,135      | 98522           |
| Рилєєвка          | Роздольненський             | Славнівська сільська рада       | 0123986603 | 243             | 0,3        | 96208           |
| Рисакове          | Джанкойський                | Мирнівська сільська рада        | 0121183604 | 803             | 0,96       | 96182           |
| Рисове            | Красноперекопський          | Совхозненська сільська рада     | 0122385902 | 704             | 0,87       | 96023           |
| Рівне             | Красногвардійський          | Рівнівська сільська рада        | 0122086501 | 2000            | 4,17       | 97040           |
| Рівне             | Первомайський               | Сусанінська сільська рада       | 0123586603 | 248             | 0,68       | 96334           |
| Рівнопілля        | Сімферопольський            | Кольчугинська сільська рада     | 0124782903 | 1089            | 1,1        | 97552           |
| Рідне             | Джанкойський                | Стальненська сільська рада      | 0121185808 | 268             | 0,56       | 96163           |
| Річне             | Бахчисарайський             | Залізничненська сільська рада   | 0120482505 | 393             | 0,37       | 98462           |
| Річне             | Совєтський                  | Іллічівська сільська рада       | 0120482505 | 15              | 0,38       | 97232           |
| Ровенка           | Совєтський                  | Дмитрівська сільська рада       | 0125280802 | 398             | 0,41       | 97210           |
| Рогове            | Красногвардійський          | Краснознам'янська сільська рада | 0122082603 | 350             | 0,64       | 97050           |
| Родники           | Білогірський                | Земляничненська сільська рада   | 0120782705 | 41              | 0,065      | 97651           |
| Родники           | Нижньогірський              | Охотська сільська рада          | 0123185002 | 107             | 0,28       | 97123           |
| Родникове         | Сімферопольський            | Родниківська сільська рада      | 0124785801 | 3278            | 3,592      | 97540           |
| Роздолля          | Сімферопольський            | Миколаївська селищна рада       | 0124755806 | 1074            | 0,81       | 97547           |
| Роздольне         | Совєтський                  | Чорноземненська сільська рада   | 0125288605 | 1112            | 1,15       | 97215           |
| Розкішне          | Джанкойський                | Розкішненська сільська рада     | 0121185501 | 723             | 0,72       | 96155           |
| Розливи           | Нижньогірський              | Митрофанівська сільська рада    | 0123183004 | 600             | 0,18       | 97100           |
| Розове            | Бахчисарайський             | Ароматненська сільська рада     | 0120480405 | 1               | 0,322      | 98444           |
| Розовий           | Алуштинська міська рада     | Ізобільненська сільська рада    | 0110390907 | 245             | 1,929      | 98531           |
| Розсадне          | Бахчисарайський             | Вілінська сільська рада         | 0120481302 | 12              | 0,001      | 98431           |
| Романове          | Ленінський                  | Виноградненська сільська рада   | 0122781302 | 236             |            | 98231           |
| Ромашкине         | Сакський                    | Ромашкінська сільська рада      | 0124386001 | 1427            | 2,38       | 96516           |
| Ростуче           | Бахчисарайський             | Поштівська селищна рада         | 0120455608 | 363             | 0,14       | 98410           |
| Рощине            | Джанкойський                | Рощинська сільська рада         | 0121185601 | 1242            | 2,07       | 96183           |
| Рубинівка         | Джанкойський                | Кіндратівська сільська рада     | 0121181703 | 449             | 0,36       | 96169           |
| Рунне             | Сакський                    | Охотниківська сільська рада     | 0124385606 | 405             | 0,78       | 96548           |
| Русаківка         | Білогірський                | Русаківська сільська рада       | 0120786301 | 944             | 1,35       | 97626           |
| Руське            | Білогірський                | Багатівська сільська рада       | 0120780806 | 196             | 0,33       | 97650           |
| Руч'ї             | Роздольненський             | Руч'ївська сільська рада        | 0123985901 | 1265            | 1,9        | 96220           |
| Рюмшине           | Джанкойський                | Яснополянська сільська рада     | 0121188603 | 246             | 0,49       | 96120           |
| Садове            | Кіровський                  | Первомайська сільська рада      | 0121683007 | 415             | 0,184      | 97327           |
| Садове            | Нижньогірський              | Садова сільська рада            | 0123186101 | 3244            | 3,55       | 97152           |
| Салгирка          | Красногвардійський          | П'ятихатська сільська рада      | 0122085611 | 9               | 0,12       | 97045           |
| Самохвалове       | Бахчисарайський             | Поштівська селищна рада         | 0120455609 | 558             | 0,27       | 98422           |
| Сари-Баш          | Первомайський               | Сарибашівська сільська рада     | 0123586901 | 1261            |            | 96322           |
| Сватове           | Красноперекопський          | Братська сільська рада          | 0122380403 | 230             | 0,52       | 96050           |
| Свердловське      | Первомайський               | Черновська сільська рада        | 0123587403 | 352             | 0,41       | 96344           |
| Світле            | Джанкойський                | Світлівська сільська рада       | 0121185801 | 2330            | 2,49       | 96172           |
| Севастянівка      | Бахчисарайський             | Поштівська селищна рада         | 0120455610 | 508             | 0,766      | 98423           |
| Семенівка         | Ленінський                  | Мисівська сільська рада         | 0122785804 | 282             |            | 98211           |
| Семидвір'я        | Алуштинська міська рада     | Лучистівська сільська рада      | 0110391405 | 11              | 5,076      | 98563           |
| Семисотка         | Ленінський                  | Семисотська сільська рада       | 0122787501 | 1835            |            | 98214           |
| Серебрянка        | Роздольненський             | Серебрянська сільська рада      | 0123986401 | 969             | 1,7        | 96209           |
| Сєверне           | Білогірський                | Василівська сільська рада       | 0120781307 | 166             | 0,43       | 97600           |
| Сєверне           | Роздольненський             | Новоселівська селищна рада      | 0123955401 | 167             | 0,34       | 96209           |
| Сєверне           | Чорноморський               | Далеківська сільська рада       | 0125681105 | 417             | 0,97       | 96412           |
| Сєрноводське      | Джанкойський                | Рощинська сільська рада         | 0121185605 | 446             | 1,12       | 96183           |
| Сєрове            | Нижньогірський              | Садова сільська рада            | 0123186103 | 119             | 0,3        | 97152           |
| Сизівка           | Сакський                    | Сизівська сільська рада         | 0124386501 | 1987            | 1,64       | 96531           |
| Симоненко         | Красногвардійський          | Краснознам'янська сільська рада | 0122082604 | 259             | 0,37       | 97051           |
| Синапне           | Бахчисарайський             | Верхоріченська сільська рада    | 0120480807 | 311             | 0,55       | 98460           |
| Синицине          | Кіровський                  | Синицинська сільська рада       | 0121683901 | 1424            | 1,98       | 97312           |
| Синьокам'янка     | Білогірський                | Земляничненська сільська рада   | 0120782706 | 377             | 0,48       | 97651           |
| Сирень            | Бахчисарайський             | Залізничненська сільська рада   | 0120482506 | 125             | 0,06       | 98462           |
| Сім'яне           | Нижньогірський              | Уварівська сільська рада        | 0123187203 | 807             | 1,03       | 97138           |
| Сінне             | Білогірський                | Муромська сільська рада         | 0120785005 | 374             | 0,53       | 97615           |
| Сінокісне         | Роздольненський             | Ковильнівська сільська рада     | 0123985405 | 1244            | 1,2        | 96241           |
| Скалисте          | Бахчисарайський             | Скалистівська сільська рада     | 0120485001 | 2855            | 2,537      | 98440           |
| Скворцове         | Сімферопольський            | Скворцівська сільська рада      | 0124786401 | 2481            | 2,16       | 97544           |
| Славне            | Роздольненський             | Славнівська сільська рада       | 0123986601 | 1262            | 1          | 96209           |
| Слив'янка         | Нижньогірський              | Пшеничненська сільська рада     | 0123185204 | 98              | 0,3        | 97110           |
| Слов'янка         | Джанкойський                | Яркополенська сільська рада     | 0121188408 | 183             | 0,24       | 96185           |
| Слов'янське       | Джанкойський                | Просторненська сільська рада    | 0121184208 | 66              | 0,55       | 96170           |
| Слов'янське       | Роздольненський             | Слов'янська сільська рада       | 0123987401 | 1331            | 1,35       | 96233           |
| Смушкине          | Красноперекопський          | Красноармійська сільська рада   | 0122382403 | 72              | 0,11       | 96032           |
| Снігурівка        | Первомайський               | Островська сільська рада        | 0123585204 | 370             | 0,7        | 96315           |
| Сніжне            | Чорноморський               | Міжводненська сільська рада     | 0125684805 | 70              | 1,892      | 96406           |
| Совєтське         | Джанкойський                | Кіндратівська сільська рада     | 0121181704 | 373             | 0,63       | 96169           |
| Совхозне          | Красноперекопський          | Совхозненська сільська рада     | 0122385901 | 1566            | 7,2        | 96022           |
| Совхозне          | Сімферопольський            | Укромнівська сільська рада      | 0124787502 | 305             | 0,71       | 97536           |
| Соколи            | Роздольненський             | Серебрянська сільська рада      | 0123986405 | 264             | 0,74       | 96209           |
| Соколине          | Бахчисарайський             | Голубинська сільська рада       | 0120481908 | 1396            | 0,95       | 98475           |
| Солдатське        | Сакський                    | Добрушинська сільська рада      | 0124381806 | 188             | 0,16       | 96582           |
| Солов'ївка        | Сімферопольський            | Мазанська сільська рада         | 0124783305 | 74              | 0,37       | 97532           |
| Солоне Озеро      | Джанкойський                | Єрмаківська сільська рада       | 0121180606 | 1033            | 1,5        | 96124           |
| Солонцеве         | Джанкойський                | Завіто-Ленінська сільська рада  | 0121180806 | 368             | 1,3        | 96100           |
| Соляне            | Ленінський                  | Семисотська сільська рада       | 0122787505 | 91              |            | 98215           |
| Сонячна Долина    | Судацька міська рада        | Сонячнодолинська сільська рада  | 0111792301 | 1431            | 2,959      | 98025           |
| Сонячне           | Сімферопольський            | Молодіжненська селищна рада     | 0124755601 | 1097            | 0,78       | 97502           |
| Сонячне           | Феодосійська міська рада    | Насипнівська сільська рада      | 0111692911 | 930             | 0,81       | 98182           |
| Сонячногірське    | Алуштинська міська рада     | Малоріченська сільська рада     | 0110392107 | 912             | 8,364      | 98523           |
| Сонячносілля      | Бахчисарайський             | Голубинська сільська рада       | 0120481909 | 174             | 0,38       | 98474           |
| Софіївка          | Кіровський                  | Яркополенська сільська рада     | 0121686109 | 22              | 1,41       | 97316           |
| Софіївка          | Сімферопольський            | Гвардійська селищна рада        | 0124755303 | 3149            | 3,05       | 97518           |
| Спасівка          | Кіровський                  | Партизанська сільська рада      | 0121682802 | 97              | 0,73       | 97340           |
| Спокійне          | Сімферопольський            | Донська сільська рада           | 0124781907 | 46              | 0,05       | 97523           |
| Стальне           | Бахчисарайський             | Поштівська селищна рада         | 0120455611 | 81              | 0,03       | 98410           |
| Стальне           | Джанкойський                | Стальненська сільська рада      | 0121185801 | 1306            | 2,47       | 96163           |
| Станційне         | Ленінський                  | Бєлінська сільська рада         | 0122781206 | 129             |            | 98224           |
| Стахановка        | Первомайський               | Стахановська сільська рада      | 0123586301 | 1085            | 1,7        | 96346           |
| Степанівка        | Нижньогірський              | Чкаловська сільська рада        | 0123187406 | 72              | 0,15       | 97112           |
| Степне            | Первомайський               | Степнівська сільська рада       | 0123586501 | 1968            | 2,69       | 96320           |
| Степове           | Сакський                    | Кримська сільська рада          | 0124383406 | 503             | 0,53       | 96584           |
| Степове           | Феодосійська міська рада    | Берегова сільська рада          | 0111690303 | 45              | 0,49       | 98100           |
| Стерегуще         | Роздольненський             | Славнівська сільська рада       | 0123986604 | 223             | 0,38       | 96208           |
| Стефанівка        | Джанкойський                | Просторненська сільська рада    | 0121184209 | 541             | 1,1        | 96171           |
| Стовпове          | Джанкойський                | Єрмаківська сільська рада       | 0121180607 | 246             | 0,8        | 96100           |
| Стовпове          | Сакський                    | Стовпівська сільська рада       | 0124386801 | 1237            | 0,35       | 96520           |
| Сторожеве         | Сімферопольський            | Журавлівська сільська рада      | 0124782202 | 269             | 0,7        | 97512           |
| Стрепетове        | Нижньогірський              | Дрофинська сільська рада        | 0123180602 | 667             | 0,64       | 97153           |
| Строгонівка       | Сімферопольський            | Трудівська сільська рада        | 0124787007 | 3099            | 1,522      | 97582           |
| Суботник          | Джанкойський                | Маслівська сільська рада        | 0121182503 | 496             | 0,45       | 96145           |
| Суворове          | Армянська міська рада       | Суворовська сільська рада       | 0111590101 | 1339            | 2,3        | 96010           |
| Суворове          | Бахчисарайський             | Тінистівська сільська рада      | 0120486205 | 579             | 14,16      | 98453           |
| Суворовське       | Сакський                    | Суворовська сільська рада       | 0124387001 | 2067            | 2,38       | 96526           |
| Суміжне           | Джанкойський                | Зарічненська сільська рада      | 0121181308 | 107             | 0,12       | 96160           |
| Сумське           | Сімферопольський            | Журавлівська сільська рада      | 0124782203 | 260             | 0,27       | 97512           |
| Сусаніне          | Первомайський               | Сусанінська сільська рада       | 0123586601 | 965             | 1,15       | 96332           |
| Сухоріччя         | Сімферопольський            | Новоандріївська сільська рада   | 0124784602 | 85              | 0,14       | 97511           |
| Табачне           | Бахчисарайський             | Табачненська сільська рада      | 0120485501 | 2062            | 1,08       | 98430           |
| Табачне           | Джанкойський                | Табачненська сільська рада      | 0121186201 | 1506            | 1,75       | 96177           |
| Таврійське        | Красноперекопський          | Совхозненська сільська рада     | 0122385903 | 973             | 1,1        | 96024           |
| Тамбовка          | Нижньогірський              | Іванівська сільська рада        | 0123182203 | 852             | 1,54       | 97143           |
| Танкове           | Бахчисарайський             | Куйбишевська селищна рада       | 0120455305 | 1481            | 0,93       | 98471           |
| Танкове           | Красноперекопський          | Ішунська сільська рада          | 0122382207 | 258             | 0,41       | 96002           |
| Тарасівка         | Джанкойський                | Побєдненська сільська рада      | 0121184103 | 0               | 0,06       | 96167           |
| Тарасівка         | Нижньогірський              | Побєдненська сільська рада      | 0123182204 | 154             | 0,67       | 97142           |
| Тасунове          | Ленінський                  | Чистопільська сільська рада     | 0122788604 | 41              | 0,53       | 98225           |
| Тепле             | Сімферопольський            | Перовська сільська рада         | 0124785416 | 29              | 0,13       | 97563           |
| Теплівка          | Сімферопольський            | Миколаївська селищна рада       | 0124755807 | 1829            | 1,88       | 97548           |
| Тимашівка         | Красногвардійський          | Олександрівська сільська рада   | 0122080303 | 671             | 1,1        | 97009           |
| Тимофіївка        | Джанкойський                | Мирнівська сільська рада        | 0121183605 | 417             | 0,37       | 96103           |
| Тимошенко         | Красногвардійський          | Краснознам'янська сільська рада | 0122082605 | 689             | 0,59       | 97052           |
| Тихонівка         | Первомайський               | Кормівська сільська рада        | 0123582502 | 376             | 0,8        | 96331           |
| Тімірязєве        | Джанкойський                | Яркополенська сільська рада     | 0121188408 | 253             | 0,4        | 96185           |
| Тінисте           | Бахчисарайський             | Тінистівська сільська рада      | 0120486201 | 1176            | 2,2        | 98452           |
| Токарєве          | Кіровський                  | Токарєвська сільська рада       | 0121684601 | 1148            | 0,66       | 97310           |
| Томашівка         | Джанкойський                | Цілинна сільська рада           | 0121187203 | 293             | 1,08       | 96130           |
| Тополі            | Бахчисарайський             | Поштівська селищна рада         | 0120455612 | 693             | 0,2        | 98426           |
| Тополівка         | Білогірський                | Курська сільська рада           | 0120783802 | 231             | 0,3        | 97600           |
| Топольне          | Сімферопольський            | Перовська сільська рада         | 0124785417 | 211             | 0,07       | 97566           |
| Трактове          | Красногвардійський          | Краснознам'янська сільська рада | 0122082606 | 472             | 0,87       | 97051           |
| Трактове          | Красноперекопський          | Іллінська сільська рада         | 0122381804 | 353             | 0,58       | 96052           |
| Трипрудне         | Сімферопольський            | Чистенська сільська рада        | 0124788705 | 724             | 0,6        | 97572           |
| Трудове           | Сакський                    | Крайненська сільська рада       | 0124383004 | 1450            | 1,75       | 96547           |
| Трудове           | Сімферопольський            | Трудівська сільська рада        | 0124787001 | 2767            | 1,247      | 97533           |
| Трудолюбівка      | Бахчисарайський             | Скалистівська сільська рада     | 0120485004 | 514             | 0,91       | 98441           |
| Трудолюбівка      | Кіровський                  | Яркополенська сільська рада     | 0121686111 | 628             | 1,14       | 97308           |
| Трудолюбове       | Сімферопольський            | Чистенська сільська рада        | 0124788706 | 323             | 0,68       | 97570           |
| Тунельне          | Сакський                    | Суворовська сільська рада       | 0124387008 | 86              | 0,58       | 96583           |
| Тургенєве         | Білогірський                | Новожилівська сільська рада     | 0120785804 | 355             | 0,66       | 97621           |
| Тургенєве         | Джанкойський                | Медведівська сільська рада      | 0121183403 | 636             | 1,01       | 96122           |
| Тургенєвка        | Бахчисарайський             | Залізничненська сільська рада   | 0120482507 | 1274            | 1,236      | 98463           |
| Тутівка           | Кіровський                  | Журавська сільська рада         | 0121681805 | 64              | 0,11       | 97327           |
| Тутове            | Джанкойський                | Луганська сільська рада         | 0121182304 | 488             | 0,9        | 96141           |
| Уварівка          | Нижньогірський              | Уварівська сільська рада        | 0123187201 | 1317            | 2,19       | 97136           |
| Уварове           | Ленінський                  | Уварівська сільська рада        | 0122788001 | 1055            | 1          | 98207           |
| Углове            | Бахчисарайський             | Углівська сільська рада         | 0120488401 | 3515            | 2,995      | 98435           |
| Ударне            | Білогірський                | Мельнична сільська рада         | 0120784202 | 398             | 1,36       | 97623           |
| Ударне            | Джанкойський                | Луганська сільська рада         | 0121182305 | 104             | 0,92       | 96140           |
| Удачне            | Красногвардійський          | Янтарненська сільська рада      | 0122088704 | 1110            | 1,8        | 97033           |
| Українка          | Білогірський                | Зуйська селищна рада            | 0120755310 | 93              | 0,35       | 97632           |
| Українка          | Сімферопольський            | Перовська сільська рада         | 0124785418 | 1892            | 2,805      | 97562           |
| Укромне           | Сімферопольський            | Укромнівська сільська рада      | 0124787501 | 4704            | 3,32       | 97536           |
| Ульяновка         | Білогірський                | Чорнопільська сільська рада     | 0120788804 | 480             | 0,52       | 97642           |
| Ульяновка         | Красногвардійський          | Мар'янівська сільська рада      | 0122083602 | 221             | 0,34       | 97023           |
| Ульяновка         | Роздольненський             | Березівська сільська рада       | 0123981104 | 211             | 0,38       | 96260           |
| Упорне            | Первомайський               | Первомайська селищна рада       | 0123555103 | 320             | 0,85       | 96300           |
| Урожайне          | Сімферопольський            | Урожайнівська сільська рада     | 0124788001 | 3474            | 4,341      | 97535           |
| Урожайне          | Совєтський                  | Урожайнівська сільська рада     | 0125287701 | 1218            | 0,99       | 97220           |
| Уткіне            | Красноперекопський          | Вишнівська сільська рада        | 0122380804 | 78              | 0,89       | 96031           |
| Утьос             | Алуштинська міська рада     | Маломаяцька сільська рада       | 0110391817 | 182             | 0,618      | 98541           |
| Учебне            | Білогірський                | Земляничненська сільська рада   | 0120782707 | 88              | 0,08       | 97652           |
| Уютне             | Нижньогірський              | Михайлівська сільська рада      | 0123183403 | 1784            | 0,6        | 97116           |
| Уютне             | Сакський                    | Уютненська сільська рада        | 0124387701 | 3989            | 2,39       | 96555           |
| Федорівка         | Джанкойський                | Табачненська сільська рада      | 0121186207 | 55              | 0,3        | 96178           |
| Федорівка         | Роздольненський             | Руч'ївська сільська рада        | 0123985906 | 456             | 0,66       | 96220           |
| Ферсманове        | Сімферопольський            | Добрівська сільська рада        | 0124781311 | 155             |            | 97576           |
| Філатівка         | Красноперекопський          | Філатівська сільська рада       | 0122387001 | 1121            | 0,46       | 96017           |
| Фонтан            | Ленінський                  | Ленінська сільська рада         | 0122784603 | 307             |            | 98237           |
| Фонтани           | Сімферопольський            | Чистенська сільська рада        | 0124788707 | 1885            | 3,64       | 97573           |
| Фронтове          | Ленінський                  | Семисотська сільська рада       | 0122787506 | 208             |            | 98214           |
| Фрунзе            | Нижньогірський              | Кісточківська сільська рада     | 0123182602 | 845             | 0,72       | 97151           |
| Фрунзе            | Первомайський               | Гришинська сільська рада        | 0123581303 | 557             | 0,98       | 96325           |
| Фрунзе            | Сакський                    | Фрунзенська сільська рада       | 0124388001 | 3107            | 4,63       | 96576           |
| Фурманове         | Сакський                    | Воробйовська сільська рада      | 0124381303 | 129             | 0,06       | 96513           |
| Фурмановка        | Бахчисарайський             | Долинненська сільська рада      | 0120482203 | 811             | 1,08       | 98451           |
| Харитонівка       | Сімферопольський            | Новоандріївська сільська рада   | 0124784603 | 329             | 0,45       | 97511           |
| Хлібне            | Білогірський                | Муромська сільська рада         | 0120785006 | 297             | 0,65       | 97615           |
| Хлібне            | Джанкойський                | Табачненська сільська рада      | 0121186209 | 94              | 0,2        | 96177           |
| Хлібне            | Совєтський                  | Чапаєвська сільська рада        | 0125288206 | 410             | 0,38       | 97225           |
| Хмельове          | Чорноморський               | Новоіванівська сільська рада    | 0125685604 | 394             | 0,14       | 96406           |
| Ходжа Сала        | Бахчисарайський             | Красномацька сільська рада      | 0120483905 | 73              | 0,16       | 98464           |
| Холмівка          | Бахчисарайський             | Красномацька сільська рада      | 0120483903 | 2405            | 0,16       | 98465           |
| Холмове           | Красногвардійський          | П'ятихатська сільська рада      | 0122085613 | 10              | 0,25       | 97045           |
| Холодівка         | Судацька міська рада        | Грушівська сільська рада        | 0111790403 | 640             | 0,61       | 98021           |
| Хуторок           | Сакський                    | Штормівська сільська рада       | 0124388805 | 208             | 0,5        | 96580           |
| Цвіткове          | Красногвардійський          | Амурська сільська рада          | 0122080606 | 224             | 0,72       | 97060           |
| Цвіточне          | Білогірський                | Цвіточненська сільська рада     | 0120788401 | 2546            | 5,55       | 97624           |
| Цвітуще           | Нижньогірський              | Листвинська сільська рада       | 0123182803 | 425             | 0,62       | 97123           |
| Цілинне           | Джанкойський                | Цілинна сільська рада           | 0121187201 | 1123            | 1,4        | 96130           |
| Чайка             | Алуштинська міська рада     | Маломаяцька сільська рада       | 0110391818 | 41              | 0,909      | 98540           |
| Чайкине           | Джанкойський                | Чайкинська сільська рада        | 0121187501 | 1119            | 2,2        | 96162           |
| Чайкине           | Сімферопольський            | Первомайська сільська рада      | 0124785003 | 962             | 0,52       | 97521           |
| Чайковське        | Сімферопольський            | Добрівська сільська рада        | 0124781312 | 108             | 0,09       | 97578           |
| Чапаєве           | Красногвардійський          | Восходненська сільська рада     | 0122080810 | 441             | 0,99       | 97020           |
| Чапаєве           | Первомайський               | Кормівська сільська рада        | 0123582503 | 83              | 0,25       | 96331           |
| Чапаєвка          | Совєтський                  | Чапаєвська сільська рада        | 0125288201 | 1326            | 0,38       | 97225           |
| Челядінове        | Ленінський                  | Челядінівська сільська рада     | 0122788401 | 918             |            | 98243           |
| Червоне           | Нижньогірський              | Митрофанівська сільська рада    | 0123183005 | 503             | 0,11       | 97135           |
| Червоне           | Роздольненський             | Ботанічна сільська рада         | 0123982201 | 50              | 0,17       | 96213           |
| Червоне           | Сакський                    | Оріхівська сільська рада        | 0124385204 | 2214            | 3,22       | 96572           |
| Черемисівка       | Білогірський                | Багатівська сільська рада       | 0120780807 | 235             | 0,49       | 97650           |
| Чернишове         | Роздольненський             | Чернишівська сільська рада      | 0123988001 | 2216            | 1,9        | 96210           |
| Чернове           | Первомайський               | Черновська сільська рада        | 0123587401 | 892             | 1,45       | 96334           |
| Чехове            | Роздольненський             | Серебрянська сільська рада      | 0123986406 | 351             | 1,9        | 96209           |
| Чистеньке         | Сімферопольський            | Чистенська сільська рада        | 0124788701 | 4115            |            | 97570           |
| Чистопілля        | Ленінський                  | Чистопільська сільська рада     | 0122788601 | 2091            | 3,3        | 98225           |
| Чкалове           | Нижньогірський              | Чкаловська сільська рада        | 0123187401 | 1469            | 2,45       | 97112           |
| Чоботарка         | Сакський                    | Оріхівська сільська рада        | 0124385205 | 266             | 0,71       | 96584           |
| Чорноземне        | Совєтський                  | Чорноземненська сільська рада   | 0125288601 | 1883            | 0,62       | 97213           |
| Чорнопілля        | Білогірський                | Чорнопільська сільська рада     | 0120788801 | 1301            | 1,2        | 97642           |
| Шалаші            | Сакський                    | Добрушинська сільська рада      | 0124381807 | 94              | 0,05       | 96582           |
| Шатри             | Красноперекопський          | Орлівська сільська рада         | 0122383704 | 251             | 1,2        | 96043           |
| Шаумян            | Сакський                    | Воробйовська сільська рада      | 0124381304 | 56              | 0,08       | 96513           |
| Шафранне          | Сімферопольський            | Родниківська сільська рада      | 0124785806 | 316             | 0,59       | 97540           |
| Шахтине           | Совєтський                  | Іллічівська сільська рада       | 0125282207 | 546             | 0,65       | 97231           |
| Шевченкове        | Бахчисарайський             | Каштанівська сільська рада      | 0120483604 | 963             | 0,74       | 98415           |
| Широке            | Нижньогірський              | Зоркінська сільська рада        | 0123182004 | 252             | 1,06       | 97114           |
| Широке            | Сімферопольський            | Широківська сільська рада       | 0124789001 | 1613            | 1,14       | 97510           |
| Шишкине           | Сакський                    | Воробйовська сільська рада      | 0124381305 | 528             | 0,45       | 96513           |
| Шкільне           | Сімферопольський            | Шкільненська селищна рада       | 0124789301 | 2127            | 1,41       | 97541           |
| Шовковичне        | Сакський                    | Митяївська сільська рада        | 0124384405 | 1493            | 1,42       | 96545           |
| Штормове          | Сакський                    | Штормівська сільська рада       | 0124388801 | 1361            | 1,88       | 96550           |
| Шубине            | Кіровський                  | Токарєвська сільська рада       | 0121684605 | 1064            | 0,83       | 97311           |
| Щасливе           | Бахчисарайський             | Зеленівська сільська рада       | 0120482906 | 415             | 0,37       | 98476           |
| Щербакове         | Красногвардійський          | Мар'янівська сільська рада      | 0122083603 | 578             | 0,53       | 97024           |
| Южне              | Ленінський                  | Батальненська сільська рада     | 0122780802 | 120             |            | 98216           |
| Южне              | Феодосійська міська рада    | Насипнівська сільська рада      | 0111692913 | 813             | 1,88       | 98183           |
| Юркине            | Ленінський                  | Глазівська сільська рада        | 0122782003 | 92              |            | 98220           |
| Яблучне           | Білогірський                | Криничненська сільська рада     | 0120783409 | 215             |            | 97614           |
| Якимівка          | Нижньогірський              | Якимівська сільська рада        | 0123180401 | 1607            | 1,6        | 97122           |
| Яковенкове        | Ленінський                  | Завітненська сільська рада      | 0122782804 | 142             |            | 98245           |
| Яковлівка         | Білогірський                | Зеленогірська сільська рада     | 0120782511 | 54              |            | 97640           |
| Янтарне           | Красногвардійський          | Янтарненська сільська рада      | 0122088701 | 2616            | 1,7        | 97030           |
| Ярке              | Джанкойський                | Ярківська сільська рада         | 0121188201 | 1927            | 1,7        | 96153           |
| Ярке              | Ленінський                  | Кіровська сільська рада         | 0122783703 | 93              |            | 98234           |
| Ярке              | Сакський                    | Геройська сільська рада         | 0124381602 | 573             | 0,91       | 96584           |
| Ярке Поле         | Джанкойський                | Яркополенська сільська рада     | 0121188401 | 1023            | 0,98       | 96185           |
| Ярке Поле         | Кіровський                  | Яркополенська сільська рада     | 0121686101 | 4927            | 5,14       | 97313           |
| Ясне              | Джанкойський                | Лобанівська сільська рада       | 0121181906 | 102             | 0,12       | 96150           |
| Яснополянське     | Джанкойський                | Яснополянська сільська рада     | 0121188601 | 1177            | 1,2        | 96120           |
| Яструбівка        | Красногвардійський          | Клепинінська сільська рада      | 0122081803 | 242             |            | 97010           |
| Яструбки          | Нижньогірський              | Дрофинська сільська рада        | 0123180603 | 469             | 1,31       | 97153           |
| Яструбці          | Джанкойський                | Ярківська сільська рада         | 0121188204 | 322             | 0,54       | 96153           |
| Ячмінне           | Ленінський                  | Батальненська сільська рада     | 0122780803 | 162             |            | 98216           |

• - окремого поштового індексу не надано